# 十二国
十二国（じゅうにこく）は小野不由美の小説『十二国記』シリーズの舞台となる架空の世界の呼称、またはそこに存在する12の国の総称である。

## 概要
十二国の世界は、神仙や妖魔の存在する世界である。妖魔などは山海経（せんがいきょう）を資料にし、特性や姿を基にしている。政治組織は古代中国周礼に類似しており、国政は封建制だが命令権の強い王制のもと統治が行なわれている。王位は世襲制ではなく、神獣・麒麟（きりん）が天意に従って選んだ王により治められる。王もまた天意に従う形で国を治めることを求められている。
王や一部の高位の官吏は人ではなく、神仙になって不老長寿を得る。必ずしも不死ではなく、特殊な武器（冬器）で首や胴を断たれるなどの重篤な傷を負ったり、長期間に亘って飲食を完全に絶たれるなどすれば死ぬ。また王は、自らを選んだ麒麟が失道などで死ぬことによっても命を落とす。失道とは、王が天意に背くことで麒麟がかかる病である。他国への軍事的干渉など、天が特に重大な罪と定めた行為を王が犯した場合、王・麒麟ともに悲惨な死に方をし国氏も変わる（覿面の罪）。官吏は辞職や罷免によって仙籍から除外されれば人に戻るが、神籍に入った王は人に戻ることができず、退位（禅譲）は自らの命を絶つことと同義である。
十二国に関わる作品で最初に執筆されたのは、現代日本が舞台のミステリ・タッチのホラー作品『魔性の子』である。異界に憧れる高校教師・広瀬が、子どもの頃神隠しにあった高校生・高里要（実は戴国の麒麟・泰麒）に出会い、高里の周囲で起こる怪奇な惨劇を経て、ただの人間が異界を希求して拒絶され、麒麟が真にあるべき世界に帰還するというファンタジー的なものを語っている。『魔性の子』の執筆時に、背景となる異世界としての「十二国」が、地図や年表・図表などと共に作られた。それが講談社編集者の勧めでファンタジー小説化され、十二国記シリーズが生まれた。十二国記シリーズの進行とともに、『魔性の子』はサイドストーリーとして扱われるようになった。

## 基本設定

### 創世神話
かつて世界は九州と四夷の合わせて十三州からなる今とは全く違う世界であった。しかしそこでは人々はあまりにも条理をわきまえず無軌道に生きていた。天帝がどれだけ諭しても誰も行いを改めず、戦争が絶えることなく血の河が流れるほどであった。そこで天帝は決意し、世界の全てを一度滅ぼし、5人の神と12人の人を除いて全てを卵に返した。そして世界の中央に五山を作り五山を取り巻く部分を黄海とし、5人の神を龍神として五山のそれぞれを守らせた。
また12人の人にそれぞれ3つの実（俗説として桃とされる）が生り、蛇が巻き付いている枝を渡した。蛇は解けて天を支え、3つの実は落ちてそれぞれ土地と国と玉座になり、残った枝は筆になった。蛇は太綱、土地は戸籍、国は律、玉座は仁道、筆は歴史をそれぞれ示している。

### 天帝
天帝（てんてい）はこの世界の最高神であり創造主でもある。単に「天」と呼ばれることもある。今の世界が出来る以前より世界を支配していたが、かつての世界があまりにも乱れたため世界を一度滅ぼして全てを卵に返し、現在の十二国世界を作った。十二国世界の全てを作り天綱を定め、今も世界の全てを治めているとされる存在で、玉京に住むと伝えられている。麒麟が王を選ぶのも天帝の意思に従って選んでいるとされている。
小説中において天帝はほとんど記述されておらず、「天帝が王を任じる儀式」とされている王の即位式においても姿を現さない。雁国主従は500年に及ぶ統治の間「会ったこともないし、会ったという奴も知らない」と語っている。また、雁国主従に敵対して敗北した斡由のように「天帝などおらず、いたとしてもそんなもの必要ない」と発言して、天帝の実在のみならず、必要性まで否定する者もいる。
天帝の実在を仄めかす数少ない記述として、天界に属する天仙である犬狼真君が黄朱の里に里木をもたらす際に「天帝や諸神を動かした」とされている。

### 王
麒麟によって選ばれ、天帝に代わって国を統治する人物。選ばれる資格はその国の里木に実った卵果から生まれたことと、先代の王と同じ姓で無いこと、麒麟のみが感じ取る王気（天命）を有していることである。この条件さえ当て嵌まれば老若男女身分問わず、胎果や半獣であっても王になる。王気は麒麟の強い直感と言える物で、どのように感じるかは麒麟によって異なる。王に選定された者はみな名君や賢君の素質があると言われるが、実際は短命の王や女王も多い。天の意思が麒麟を通して王を選定するとされているが、天は人間の世界に直接介入しないため、謀反などで王が危機に陥っても助けはない。
王の統治には三つの、転機点になりやすい時期が存在するとされる。これらの転機点以外で斃れる王も多いが、その場合でも大抵は転機点の時期にうまく行っていない気配がある。
- 統治を始めてから十年前後。実務に長けた官僚団を編成し、それを統率できるかが最初の関門となる。官僚の編成に失敗した王は、国家統治への気概を失うことが多い。
- 一般的な人間の寿命が過ぎたあたり、すなわち20歳で登極したならば50年前後。不老不死であるにもかかわらず人間としての寿命が尽きたことを考え始め、「生きること」への欲求を失う。官吏も自分の本来の寿命が尽きる頃に辞職する者が多いという。
- 統治から300年後。このまま王として永遠に統治し続ける事の重圧に、精神が耐え切れずに破綻する、と考えられる。

麒麟に跪かれ、慣例に従った文言で麒麟と誓約を交わす（麒麟はこの誓句を女仙達に習う）と王になる。王になった者はこの時点で神籍に入り、不老不死になる。そして王と麒麟は、天勅を受けるため蓬山に向かう。吉日になると雲梯宮へ赴き、階（きざはし）を昇る。階は蓬山の山頂の廟に続いており、階を昇り終えた者は天帝と西王母の像に向かって廟に焼香し、「道を守って徳を施す」という誓いを立てる。その後、玄武の背に乗って雲海の上を渡って王宮へ向かう。
王が践祚すると、践祚した国の白雉が「即位」と鳴き、鳳が他国の王にどこの王が即位したかを伝える。そして、瑞雲（王を乗せた玄武の航跡は、地上から一筋の雲に見える）が現れるなどの吉兆が起こる。これらの瑞兆が無いのに王が即位したと言われると多くの者は偽王を疑うし、事実そうである。
麒麟が失道するほどの失政がない限り、王が玉座にいることで天災や妖魔の襲来が減る。ただ王宮にいるだけではなく、儀式、特に郊祀を行なうことが不可欠である。これらの災害を収めることが王の最も基本的な職務である。その他の政治・軍事は、多くが諸官に任せて王はそれを裁可する形であり、王自身がどの程度政治・軍事に関わるかは王次第である。
王は婚姻（戸籍を男女で統合し、伴侶のどちらかの里へ移動する）はできず、したがって子は持てない。王に選ばれる前に配偶者や子供がいた場合、家族も一緒に宮廷に迎えられ仙となり、王を補佐する。単に王の近親者としてだけでなく、実際に官職に就くこともある。
王を神にした麒麟が死ねば、王は数ヶ月から1年程で死ぬ。王が斃れた時、白雉が「崩御」と鳴いて死に、鳳によって他国の王に知らされる。
各国の宝重の中には王にしか扱えないものもあり、麒麟とともに王にとって切り札となる。

### 麒麟
一国に一の最高位の神獣。本性は獣で、人と獣の二つの姿を持つ。貴色は黄（故に王宮の麒麟専属の医者を『黄医』という）。人の時の姿は総じてすらりとした体格で、獣型は雌黄の毛並みに五色の背、金の鬣の一角獣で、顔は馬ほど長くなく鹿に似ており、額には黄味のかかった真珠色の枝分かれした角があり馬のような蹄を持ち、長い尾は付け根が細くて馬とは異なり、牛のそれよりも長毛が豊かである。仙骨を持ち、体重が非常に軽い。性情は仁であり、慈悲深く、争いを厭う。肉や脂を口にすることができず（煮こごりや動物性のスープも駄目）、血の穢れ（自分が流した血も含む）により病む。血の臭いを嗅いだだけで倒れてしまう事もあり、それが怨嗟や呪詛が混じった血なら尚更である。麒麟本来の力は、獣に転じたときの角が根源であるとされ、人型でも角にあたる額に触れられることを嫌う。角を封じられたり傷つけられたりすると、麒麟としての力を使えなくなる。角を失っても長い年月をかければ再生は不可能ではない。空を駆ける事ができ、十二国世界の生き物の中で最も脚が速いとされる。
十二国世界の中央・五山の一つ蓬山で生まれ育ち、王気を頼りに自らの主（王）を探し、選ぶ。麒麟は天帝の意思が素通りするだけの存在とも言われ、王の選定は麒麟の意思ではなく、選ぶのはあくまで天である。王の選定後は王と共に国へ赴き（これを「生国へ下る」と言う）、臣下に下って宰輔となり、王を補佐する。麒麟はその国の民意を具現化したものと考えられており、麒麟の性格は基本的には自国の国民の気質に準じるとされる。自らの主以外には決して叩頭せず、相手が神仙であろうと他者に叩頭することは本能的に不可能である。天帝と西王母の像に礼拝する時ですら麒麟だけは伏礼ではなく跪拝で済ませる。一方で自らの主には否が応でも叩頭してしまう、という。
蓬山にある捨身木に黄金の卵果として実り、誕生後は蓬廬宮を住宮とし、麒麟のために生まれた女怪の乳と蓬山の女仙によって育てられる。王と誓約するまでは「蓬山公」（蓬山の主）とも呼ばれる。蓬山に住む女仙達は麒麟の身の回りの世話をする召使いで、女仙の長である碧霞玄君は唯一麒麟と同格の存在である。王のいない麒麟の寿命は30年ほどで（血肉や脂を口にするためか蓬莱では10年ほどとされる）、稀に王を見出せないまま天寿を全うする麒麟がいる。しかし王を選んだ後は、王が道を失って「失道の病」にかかったり、謀反などで冬器で攻撃されるといった事態にならない限り、王と共に生き続けることができる。失道の病は心の病とされるが、麒麟の不調から直ちにそれと分かるわけではない。病に臥してから麒麟が死ぬまで数ヶ月から一年の猶予があるが、王が心を入れ替えて麒麟の病が治った例は数例しかないとされる。なお、麒麟が死ねば王も死んでしまうため、麒麟を殺したものは死罪に処されることがある。
生まれたときは獣の姿で角は無いが、5歳ぐらいから人の形に変化するようになり言葉を話し始める。それからしばらくは姿が頻繁に変わるが次第に落ち着いてきて、角の先端が額に現れると完全な人型になることができ、同時に乳離れをする。乳離れする前は傷や血の汚れに強い。麒麟の能力の多くは獣の時代に身に付けるもので、この年代は五山を奔放に駆け黄海を飛び回って妖魔を遊びのように折伏しながら暮らす。人の姿から獣の姿になることを転変（てんぺん）、逆に獣から人になることを転化（てんげ）という。王を選定した後も成獣になるまで体の成長は続く。成獣になると外見上の成長は止まるが、成獣までの年月は麒麟によって異なる。胎果の麒麟は蓬莱では人の子として生まれるが、転化ができるようになる前に蓬山に連れ戻された場合は獣の姿になる。
通常は金の鬣を持つが、供麒の銅に近い金色、景麒のかなり薄い金色のように個体差がある。なお、黒麒麟は黒い鋼色の鬣に、黒に銀と雲母を散らした背、漆黒の首と足で真珠の一角を持つ。過去には赤麒麟や白麒麟がいたこともあった。十二国世界では黒は慶事の色である為、黒麒麟（角端）は特別な力を持っていると思われているが、実際はただの色違いであるという。十二国世界で麒麟以外が金髪を有することはなく、麒麟の鬣はいかなる染料でも染める事はできない。人型のときの髪は獣型における鬣であり、転変時に不揃いになることや首が曲がってしまうことを避けるため、基本的に切ったり結ったりはしない。鬣（＝髪）の長さは個体により違い、毛先を整える程度に切る事はあるが、伸びるのが止まるまで伸ばすのが普通である。
雄を麒、雌を麟といい、国氏を冠してその麒麟を表す号となる。ただし呼称として使用されるのは蓬山で女仙の庇護下にある間か私的な会話の場合のみで、公式の場では一般に役職名の宰輔、あるいは畏れ敬って台輔（たいほ）と呼ばれる。他国の麒麟の場合は国氏を冠することで呼び分ける。麒と麟の割合は、一国をみても世界全体を見ても、時代によって偏りが出る事もあるが総て見ると大体半々の割合になる。
自身が血を忌み、戦うことも困難であるため、妖魔を使令（しれい）という自分の臣下として従え、使役する事ができる。但し、自身の能力を超えた力を持つ妖魔を従属させる事はできない。使令に下す際、麒麟は死後に自分の死体を食べさせるという契約をする（麒麟の肉体は霊力の塊であり、妖魔にとって甚大な力を与える）。そのため、墓は王と合葬される形を採られるものの、墓に麒麟の死体は無い。通常、麒麟は死後に殯宮（もがりのみや）に安置されるが、この間に妖魔はこっそり死体を食べる。
生みの親はおらず、戸籍が持てず、結婚もできなければ子供もできず、ひたすら王に尽くした後は自分だけの墓は無く、王と合同の墓はあっても死体が無いという麒麟の生涯を、六太は「無い無い尽くし」であると喩えている。

### 昇山
昇山（しょうざん）とは、王に選定されることを望む人々が、自力で蓬山に登ってその国の麒麟に面会することである。昇山によって麒麟に面会できるのはその国に籍がある者に限られ、一生に一度しか昇山できない。選定の機会は主人に付き添う従者であっても等しく与えられる。昇山者の中には、端から玉座は諦めて、これを機会に麒麟や王と誼を結ぼうとする者もいる。
前王と共に麒麟が亡くなった場合、次の麒麟が生まれ王の選定が可能になるまでの約5〜10年の歳月を待たなければならない。麒麟の準備が整うと生国の里祠に麒麟旗（黄旗）が掲げられ、王の選定（昇山）の開始を告げる。麒麟旗を揚げる命令は蓬山から麒麟の生国の全ての祠廟に同時に行われるが、実際に旗が揚げられるのは各祠廟によって数日のずれがある。いち早く昇山を試みようとする者は、時期が近付くと麒麟旗が揚る前にそれぞれ年に決められた日のみ開く四令門を巡り始める。
昇山するには「四令門」のいずれかを通って蓬山に赴く。門と蓬山の間には黄海が広がり、これを横断する約半月から一月の間、生死を賭けた旅程を経ることになる。麒麟と面会した結果、王気を認められなければ「至日（中日）までご無事で」と麒麟に言われるのが慣例であるが、至日（しじつ）とは夏至および冬至、中日（ちゅうじつ）とは彼岸のちょうど中日（春分および秋分）であり、次に「門」に開く日を指す。王であれば帰路は雲海の上を安全に帰ることになるので、王ではない＝危険の伴う黄海を戻ることを暗に伝えていることになる。
一般的に昇山者は、初期ほど自負心の強い軍人や官が多く、後になるほど周囲の者に押されて昇山を決意した者や商人が増える傾向にある。特に最初の昇山者の中から王が出たときは、その王を「疾風のように王になった者」の意味で瓢風（ひょうふう）の王と呼ぶ。瓢風の王は昇山前から自他共に「王に相応しい」と評された者が多く、傑物であり名君になる可能性が高いとされる一方で、早期に斃れることも多いとされ、「瓢風の王は朝を終えず」という故事も存在する。瓢風の王の例としては、驍宗（泰王）や砥尚（先代の采王）が挙げられる。
王となるべき人物が昇山者の中にいた場合、妖魔の襲撃が少なくなるなど、通常よりも格段に困難が軽減される。剛氏はその人物を鵬もしくは鵬雛と呼び、その旅を「鵬翼に乗る」と表現するが、その人物が途中で死ぬと、それまでの幸運のツケが一気に回ってくる。
籍を失う、卵果が蝕で流される、昇山する意欲がない等の理由により、必ずしも王となる人物が昇山するとは限らないため、麒麟が自ら自国や他国、蓬莱・崑崙に赴き王を探す場合もある。現在の十二国の王のうち昇山して麒麟に選ばれたしたことが作中で描かれているのは、供王・珠晶と泰王・驍宗の2人である。延王・尚隆と景王・赤子は麒麟が蓬莱に赴いており、宗王・櫨先新は経営する旅館に宗麟が訪れている。利広によると劉王・助露峰も昇山はしていない。

### 人間以外の存在

#### 女怪（にょかい）
麒麟と同じく捨身木から生まれる。枝に麒麟の卵果が実るとそれに対応する根にも女怪の卵果が実り、1日で孵る。生まれたときには自分が育てる麒麟の国氏と性別を知っている。女怪は麒麟より先に生まれて麒麟の誕生を見守り、乳母として育て、生国に下ってのちは使令として仕え、麒麟が死ねば同時に女怪も死ぬ。さまざまな動物が入り混じった姿をしており、混ざっている動物の数が多いほど良いとされる。姓は必ず白（はく）で、姓を持つのは生まれてきた麒麟を守るという重要な使命を担っているからである。麒麟を守る事しか考えられないため、麒麟が危機にさらされた時には後先を顧みずに無茶な行動に出ることもある。種族的には人と妖獣の中間に位置する。人妖あるいは妖人と呼ばれる妖の一種で、捨身木から生まれた女だけを特別に女怪と呼ぶ。

#### 霊獣
玄武
蓬山山頂の廟堂で登極した王が天帝と西王母に誓約を行うと現れる。即位した王を蓬山から自国の王宮へ運ぶ役目を果たす。甲羅の上には小さな祠が存在し、1泊するのに必要な準備が整っている。また、航跡は瑞雲となる。
白雉（はくち）
各国に存在し、梧桐宮の中の二声宮にすむ。自国の王の即位・崩御を人の声で伝える。崩御を告げた場合はその場で死んでしまう。王がいない国では落ちた白雉の足を切って御璽の代わりとする。その生涯にたった2度だけ鳴くことから「二声」とも呼ばれる。また、即位を知らせる声を「一声」もしくは「初声」、崩御を知らせる声を「末声」と言い、末声を鳴くまで決して死ぬ事は無く、冬器で攻撃しても体をすり抜けてしまう。アニメ版での姿は文字通り白い雉。
鳳と凰
各国の梧桐宮にいる、つがいの鳥。凰は他国の凰と意思の疎通ができ、他国からの質問に答える。鳳は他国の大事を鳴く。鳳が鳴くことで他国の王が誕生した事や崩御した事の証明となるため、鳳が鳴くことなく王の即位の報が伝えられた場合は偽王と判断される材料となる。
鸞（らん）
鳳凰のように色鮮やかな鳥。所有者の王を発信元か受取人にする場合に限り、声を吹き込んで送ることのできる鳥。送り先を指定すれば、その者が旅の道中であってもちゃんと届けることができる。餌は一国を飛び越えるごとに銀一粒。慶の金波宮から雁の大学まで渡るのに3日掛かる。梧桐宮に10羽から20羽程が住んでいる模様。個体によって尾羽の模様が違うため、尾羽を見ればどこの国の鸞かわかる。雲海を越えられないため、雲海の下で飛ばしたり受け取ったりする。
青鳥（せいちょう）
官府間のやり取りに使われる。文書を運ぶ。
天伯
令乾門を守る霊獣。門の二層の高楼にいる。獣の姿は大きな両翼を持つ龍。門を開く時は手足に黒い鋼の縛めがある、どこにでもいそうな老人の姿に転化する。禁を犯して黄海に入ろうとする者を雷で打ち、その魂魄を取って食らうと言う。
朱雀
蓬山から諸国の王宮への伝令役。

#### 妖
妖魔
十二国の世界では天の理に反する生き物たちを指し、蟲（むし）と呼ばれる小さくて無害なものから、大型で甚大な被害を及ぼすものまである。
これまで様々な妖魔が確認されているが、全て牡（オス）しか存在しない。言葉は喋らないとされているが使令となった妖魔は喋ることが出来、人妖の中には人を騙すために簡単な会話くらいなら出来るものもいる。妖獣との決定的な違いは「飼えない」事とされ、殺そうとしてもなかなか死なないが、捕らえるとすぐに死んでしまう。餌があると思って血の臭いに釣られる、火がある所には人がいる事を知っているなど、ある程度の知能は持っている模様。目は余り良くなく、上空に妖魔が飛来しても木に張り付いて隠れると騒がない限り気づかれないことが多い。通常は縄張り内で一匹で行動する妖魔でも同種の妖魔を呼ぶことが可能で、無害な蟲を殺すとそれを察したかのように大物が現れるなど、その生態については謎に包まれている。一部の妖魔は酒、玉、貴金属などを食べると酔う。使令となった妖魔も自らの出生や生態については命令されても一切しゃべらない為、どのようにして生まれてくるのかすら分からない。黄朱の中には黄海の中に妖魔が生まれる木があるのではないかとして探す者もいるが、発見した者はいない。
基本的に金剛山を越えることは出来ず、したがって黄海のみに生息するはずであるが、王が天命を失うと何処とも無くその国内に妖魔や妖獣が出現するようになる。厳重な警護で四令門を通さないようにしているのに国に現れる。一説によると、天命がある内は地下で眠っているとも言われる。
妖魔と妖獣の区分けは極めて主観的で曖昧であり、白雉87年の乗騎家禽の令により、雁州国においては妖魔は妖獣と同等の扱いとなった。
使令
麒麟に折伏されたものを特に使令と呼ぶ。『使令』とは『召使』の古い言い方に由来する名称である。折伏の際、麒麟と妖魔はどちらかが根負けするまでひたすら睨み合う。その際、麒麟は早九字や禹歩や叩歯、易経や陰陽道の知識など、景麒曰く「少しずるい手段」を用いる。麒麟の肉体は霊力の塊であるため妖魔にとっては旨いらしく、麒麟は自らの死体を食わせる事を条件に妖魔を使令に下す。折伏に失敗すると最悪の場合麒麟は妖魔に食べられてしまう事もある。使令の名前は、麒麟が折伏した際に麒麟の脳裏に流れ込んでくるものであり、字が浮かぶ事もあれば、音が浮かび当て字とする事もあるなど、どのような様式かは麒麟によって様々である。使令は麒麟の霊力の影響を受けて人語を話し、普段は麒麟の影に遁甲している。
妖獣
妖魔との区別が非常に難しく、その定義付けは人によって様々である。ただ概ね妖獣は、人間が飼い馴らして騎獣（きじゅう）にする事が可能で、また積極的に人間を襲う事はない（飼うことはできても、馴らす事はできない妖獣もいる）。騎獣となった妖獣は、人間に飼い馴らされる事により、本来妖獣として持つ能力が減っていくが、それでも他の騎乗可能な馬や牛と比べても、その移動速度は圧倒的に優れており、中には空を飛ぶことが可能な騎獣もいる。最上の騎獣である騶虞（すうぐ：白黒の毛並みの虎のような妖獣。瑪瑙を食べると猫のマタタビの様に酔う。）は1日で一国を飛ぶことが出来る。ただし、空行出来る獣（麒麟を含む）は総じて目方が軽く、輿などの重たいものを乗せて運べない。また、複数の人が一頭の騎獣を扱う事も可能だが、騎獣は主が増えるにつれて能力が弱まるとされている。騎獣を購入すると、匂いが強い香が焚かれた毬形の香炉を妖獣の首に掛けられて渡される。飼い主は香を焚きながら騎獣の調教を行う。日にちが経つにつれて徐々に香の量を減らして行き、人の臭いに慣れさせていく。
騎獣を盗むことは重罪だが、騎獣は高価なため盗む者は後を絶たない。その為、騎獣連れの旅は飯の不味さを我慢してでも、しっかりとしていて監視が行き届いている厩を持つ宿を選ばなければならない。
剛氏や朱氏が黄海で妖魔に襲われた際に騎獣を囮にする際には、騎獣を黒縄で木に縛る。この黒綱を見た者は、その縛られた騎獣の持ち主が切羽詰った状況に置かれた事が分かる。

### 異世界
蓬莱・崑崙
十二国世界から見て、日本を蓬莱（ほうらい）、中国を崑崙（こんろん）と言う。十二国世界には「蓬莱は虚海の果てに存在し、崑崙は世界の陰（黄海の裏）に存在する」という伝説もあるが、蓬莱・崑崙は十二国世界とは異次元に存在する異世界であるため、通常は生物や物品が行き来することは不可能である。だが、本来は交わることの無い蓬莱・崑崙と十二国世界が、蝕（後述）と呼ばれる現象により一瞬つながってしまうことがあり、本来は十二国世界で誕生するはずだった命が蓬莱・崑崙に飛ばされたり、逆に蓬莱・崑崙から人間が流されて来る場合がある。こうして、海客・山客・胎果（いずれも後述）が発生する。
神籍にある者や伯位以上の仙ならば、意図的に行き来することが出来るとされているが、胎果（後述）でない十二国世界の人間が蓬莱・崑崙へ行くと、姿や意識が不安定になり、確固たる形で存在することができなくなる。なお、海客・山客（後述）などは十二国世界に流されてきても（アニメの杉本のように蓬莱・崑崙に戻った場合も）特に存在に変化はない。
伝説の上での倭や漢は、家が金銀玉で出来ている神仙の国であり、国は豊かで農民でも王侯のような暮らしをし、人はみな宙を駆け、一日で千里も走り、赤ん坊でも妖魔を倒す不思議な力を持つ、どんな苦しみも悲しみもない、夢の国であるとされている。妖魔や神仙が神通力を持つのも、この世界に行って深山の泉を飲むからだといわれている。
蓬莱・崑崙と十二国世界の間には「世界の狭間」と呼べる虚無の空間があるとされる。この空間を渡るのには約一日掛かるという。また、稀にこの空間に物質が取り残される場合もあるという。

#### 海客・山客・胎果
蓬莱・崑崙から、蝕によって十二国世界に流されてきた人間を、海客（かいきゃく）または山客（さんきゃく）と言う。姿は十二国世界の人間と非常に似通っているが、十二国世界の人間とは本質的に異質な存在である。また、海客・山客の中には、胎果（たいか）と呼ばれる存在もいる。
海客や山客は仙になるか、十二国世界の言語を習得しない限り言葉が通じない。壁落人によれば、神仙以外は胎果といえども同じだという。初歩的な中国語の知識のあった東大生の壁落人は最初はかろうじて筆談が出来るため十二国世界の人間と意思の疎通が出来、十二国の言語を覚えることが出来たが、松山老人は十二国に来て半世紀たってもほとんど言葉がわからないまま生活していた。
海客や山客の扱いは大綱に定めが無いため、どう扱うかは各国の政策にゆだねられている。多くの国ではおおむね浮民と同じ扱いであるが、雁・奏・漣等では紙・印刷技術・陶磁器・医術といった有用な技術をもたらすとされているため優遇されている。中でも雁では、海客は役所に届ければ海客としての身分証明書を与えられ、それを使って界身から一定の生活費や商売の元手の融資を受け取る事や、公共の学校や病院を利用する事が出来る。雁では海客がこのように優遇されているため海客でないのに海客を名乗る偽物もいるらしく、郵便番号や市外局番を聞かれて本物（の日本人）かどうかを確かめられる。逆に、巧では海客がやってきた時の蝕で被害が出たかどうかによって「良い海客」と「悪い海客」に分けられ、悪い海客（事実上ほとんどの海客）は「国を滅ぼす」として処刑されることになる。
海客
蓬莱（日本）から来た人間を海客と呼ぶ。海客は虚海の岸にたどり着くとされている。海客が最も多くやってくるのは慶、次いで雁、次いで巧である。触に巻き込まれ、また海を流されてくるため、生きてたどり着く海客よりも死体で漂着するほうが多い。生きてたどり着く海客は、巧で3年に1人程度である。
山客
崑崙（中国）から来た人間を山客と呼ぶ。山客は金剛山の麓にたどり着くとされている。芳国では山客によって仏教がもたらされており、その影響で祠廟が寺院風である。
胎果
本来は十二国に生まれるはずだった人間が、誤って卵果（後述）のときに蓬莱・崑崙に流され、女性の胎内に宿ることがある。胎果とは、そのまま誕生し、蓬莱や崑崙の人間として生きていた人々が、本来生まれる場所であった十二国世界に戻ってきた場合の総称である。広い意味で海客・山客の一種であり、いわば「特殊な海客・山客」である。
王や麒麟のように十二国に不可欠な存在でない限り、捜索して連れ戻されることがなく、再び蝕に遭遇しなければ日本や中国で普通の人間として一生を終えることになる。胎果は蓬莱や崑崙にいる間は胎殻（たいかく）と呼ばれる殻をかぶり父母や親戚に似た容姿をしているが、十二国に戻れば本来の姿に戻るとされている。実際、十二国にやってきた後の陽子は肌・髪・瞳の色が変化し、ほぼ別人相になっていた。
十二国世界では人と麒麟の卵果は十月十日で孵るのだが、泰麒の年齢から、胎果は流されてすぐ母親から出産されていると考えられる。
作中で明言されている胎果は、景王赤子（中嶋陽子）・延王尚隆（小松三郎尚隆）・延麒六太（六太）・泰麒蒿里（高里要）の4人である。

#### 蝕
蝕
時空間の乱れとでもいうべきものであり、これにより十二国世界と蓬莱・崑崙が一瞬つながってしまう。
雲海の上では蝕が自然発生することは無い。自然に起こる蝕以外にも、王や上位の仙、麒麟、一部の強力な妖魔は月の呪力を借り、月の影に門（呉剛の門）を開くことで蝕を起こし、蓬莱や崑崙へ渡ることができる。自然の蝕に比べれば小規模で被害も少ないが、王がこれを利用して十二国世界と蓬莱・崑崙を行き来すると双方に大災害が起こる。
鳴蝕（めいしょく）
麒麟だけが起こすことのできる蝕。麒麟の悲鳴が招く蝕であることから鳴蝕という。通常は幼いころに感覚を覚え、同時によほどのことがなければ起こしてはいけないという認識を持つ。呉剛の門と違って月の力を借りずに麒麟の力だけで空間に綻びを作るが、それだけに被害は甚大で本人も無事では済まない可能性がある。

### 卵果
卵果（らんか）とは、十二国世界におけるあらゆる生き物の卵の総称である。木の実の形をしている。十二国世界では人間も動物も母親ではなく卵果から生まれる（鳥は卵を産むが、素卵なしではその卵から雛が孵ることは無い）。植物は種をまけば育つが、新種の作物の種はやはり卵果から生まれる。人間や家畜や農作物は里木、獣や魚や植物は野木、麒麟と女怪は蓬山の捨身木に実る。どの木も白銀のように白く、枝ばかりで葉も花も無い。また、妖魔が近づかない。いかなる動物も里木や野木の下では殺生が出来ない。食う食われるの関係にある動物は時期をずらして生まれてくる。
捨身木（しゃしんぼく）
蓬山の迷宮の奥にある、世界で唯一麒麟と女怪の卵果が実る里木。麒麟は捨身木の枝に、女怪は捨身木の根に実り、その位置は対をなす。捨身木の根の部分は半球状の空洞になっており、そこには腰の曲がった老婆がいる。彼女が女怪に名前を付けている。
路木（ろぼく）
国の王宮の福寿殿にある。王のみが祈りを捧げる事ができる。王の子供や新しい穀物などの植物の実を付ける。路木に実った新植物は、次の年にその国の里木に種の入った卵果が実る。
野木（やぼく）
里木より小さい。枝は細いが堅牢で剣を以ってしても断ち切れない。枝に付いた黄金の実は溶接されたように取る事ができない。野木には勝手に卵果が実り、勝手に孵る。魚などの水棲動物の場合は水の中に野木がある。鳥や魚など卵を産む動物は野木に実る素卵（そらん）を飲み込む事で子供を宿した卵を産む。野木の下では殺生ができないことを利用して野宿する者の寝床にされる。野木の中には、新しい植物を生みやすい木と生みにくい木が存在するらしく、そのため猟木師（プラントハンターを生業とする朱氏）は機密保持の為に後を付いてきた者を殺す、と恐れられている。流行病が最初に発生した場所の野木の根元には、天の配剤により今必要とされる薬草が他の植物より多く生える（群生する）傾向があるという。野木が生み出した種子は必ずしもその土地に合った物とは限らない為、猟木師は野木から生まれた植物を育てる際には根から土を落して苔球で作った苗床に植え替えてから、その植物の生態を調べる。
里木（りぼく）
路木から枝分けされたものであり、里の存在の根拠である。祈る者が居なくなる（里に人がいなくなる）と枯れる。
人間の場合、夫婦が縁起物の細帯を縫い上げ、それを里木の枝に結び付けて天に祈る。結べば確実に実るわけではなく、夫婦の人格が天に認められれば、その枝に卵果が実り子供が生まれる、とされる。細帯を結ぶ夫婦は同じ国に戸籍があり、正式な婚姻をしていなければならない。1つしか帯を結べないため、十二国世界には人間の双子は存在しない。親子や兄弟など親族の顔が似ていないのは十二国世界では当たり前で、十二国世界の人間が、蓬莱や崑崙の人間は親族で顔が似ていることが多いというのを聞くと不気味がる。家畜や農作物は一月後に、子供の場合は十月十日後に生まれる。帯を結んだところは一抱えもある黄金の卵果になる。
卵果は生命が生まれる前日にもぎ取るが、親にしかもぎ取れない。子供の場合は早く生まれてくるように、と験を担いで卵果にヒビを入れる。その風習から転じて、甕棺を埋葬する際に「再び卵果に還れ」という意味で甕にヒビを入れる風習がある。
なお、里木に祈る日は何を願うかによって決まり、月の何日であるかによって
- 1日 - 鶏や鴨などの鳥
- 2日 - 狗
- 3日 - 羊、山羊
- 4日 - 猪、豚
- 5日 - 牛
- 6日 - 馬
- 7日または9日以降 - 人（7日に願うといい子になると言われている）
- 8日 - 穀物（王だけが願うことが出来る）

という風に決まっている。

### 鉱物
金や銀、水晶などの玉は、主に戴国に湧出する金泉、銀泉、玉泉から採取する。泉の水が礫の地層を流れると稀に結晶化することがあり、その結晶を種石にして対応する泉に漬けて気長に待つと結晶が大きくなる。望んだ大きさになったところで採取する。そのため、十二国世界では宝飾品の値段は市井が思うほど高くは無く、高価なものは真珠だけである。
銅や鉄も存在する。陽子が達姐から聞いた限りでは石油や石炭は存在しない。

### 仙
仙（せん）とは仙籍（せんせき）と呼ばれる特別な戸籍に名前を記載された人間をいう。王と麒麟は神籍（しんせき）と呼ばれる仙籍とはまた別の戸籍に入るため厳密には仙とは区別されるが、総称して神仙（しんせん）と呼ばれ、単に「仙」と呼ばれる場合もある。海客や山客も仙になることが出来る。仙になると、その格にもよるが、様々な特殊な能力を持つようになる。
仙は、最下級の者（梨耀に仕えていた頃の鈴など）であっても、不老であると同時に病気にならず、飢餓状態になっても死ぬことはない。また、冬器で攻撃されたり、非常に高所から落下するなどしない限り、体に傷を負うことはなく、たとえ怪我をしても通常の人間と比べて回復が早いため、多くの場合は自然治癒する。また、海客や山客のような言語を異にする者や、病などで言語不明瞭になった者とも意思が通じるようになる（聞いた声・話す声が翻訳され、互いに母語のように聞こえる。書かれた文字や文章は翻訳されない）。位の低い仙は、それ以外に何か特殊な能力を持つようになる訳ではないとされているが、高位の仙は妖魔や獣の意思も感じ取れるようになり、中でも伯より上の仙は虚海を越えることができる。また、蓬山の女仙が仙の力の行使をほのめかして狼藉者を恫喝した他、清秀が鈴に死期の判別の可否を尋ねるなど、一般庶民は仙が何か特殊な能力を持っていると考えている場合もあるようである。なお、仙になると額に第三の目と呼ばれる外からは見えない何らかの器官が生まれ、それが仙としての能力に関係しているとされている。事実、額を何らかの呪で封じられるとあらゆる呪力を失ってしまう。
基本的に官吏は国官と州官、文官と武官を問わず仙籍に登録され、これが仙の大部分を占める地仙（ちせん）である。官吏になったことにより仙になった者は官吏を辞職すると同時に仙籍も返上するが、希に官を辞した者や神仙の親族、王の愛妾等、官以外の仙で王宮を離れた者がそれまでの功績によって仙籍をそのままにすることがある（梨耀がその例）。また、五山に仕える仙は天帝や西王母に請願を立てて五穀を絶つなどをして満願成就すると、崇山から迎えが来て仙になる。そうした王宮を離れたり自力昇仙した王に仕えていない仙は飛仙（ひせん）と総称される。飛仙の中でも特に伯位以上にある者（五山に仕える男仙女仙、自力昇仙の仙）は仙伯と呼ばれる。更に天界に属する仙は天仙（てんせん）と呼ばれ、王や麒麟と対等以上の存在として一般的に神と同列に扱われ、人界との交わりは制限される（天仙と神を総称して「天神」と呼ぶ）。
それぞれの関係は更夜を例にとると、雁国元州夏官射士に採用された時に雁国の仙籍に入り（地仙）、斡由の反乱後は仙籍のまま雁国を離れ（飛仙）、その後は仙籍は雁に残ったまま天仙（犬狼真君）となっている。また仙の種類や位は呼び名にも反映され、代表的なものとして自力昇仙した仙は「老」、伯位を持つ仙は「伯」を付けて呼ばれる。慶国の遠甫を例にとると、王に仕えていない飛仙としては老松、達王に仕えていた時期（伯位を持つ地仙）は松伯と呼ばれる。
ある者が王になった場合には親兄弟、親族を仙籍に入れることができ、特に王の息子は太子、娘は公主と呼ばれる。またある者が仙になった場合、親子と配偶者は一緒に仙になることが出来るが、兄弟縁者の昇仙は許されない（ただし縁者は優先的に官吏への登用がある）。しかし、不老不死の体を不気味がる者もおり、官吏は転勤が多い事もあって、官吏になると同時に離婚するケースがある。官吏の親の場合は自分の子供達の間に線を引くこと（仙籍に入れない、官吏の兄弟姉妹と別れること）を嫌がり、仙籍に入らず他の子供と共に家に残る事が多い。
地仙の仙籍はその国の王が管理しており、仙籍に入ろうとする者の依頼を受けて王自らが仙籍に名前を書き込む。仙籍にあるものが死亡すると、その者の名前は自動的に仙籍から抹消される。空位の時は白雉の足を使って仙籍の管理を行う。王が死んでも新王が即位しても仙籍を弄らない限り仙であり続けるため、官僚の多くは複数の王に仕えた経歴があり王よりはるかに年上という仙もザラにいる。

### 半獣
人の姿も獣（獣人）の姿もとることが出来る人間のこと。半獣も普通の人間同士の子供として、里木に実った卵果から人の姿で生まれて来る。さまざまな種類の獣の半獣が存在するが、人間の姿であるときは普通の人間と全く区別出来ない。自分の意思で人間の姿にも獣の姿にもなれ、ほとんど獣の姿で過ごす者もいれば人間の姿で過ごす者もいる。熊や牛の半獣は人の姿の時でも力持ちであるなど、獣姿の種類によっては人姿の身体能力に影響を及ぼすことがあるらしい。
天網に半獣の扱いに対する規定がない為、半獣の扱いは国によってバラバラである。元々はほとんどの国で制度的に差別されており、成人しても正丁になれない、学校へも行けない、官吏にもなれない等の扱いを受けていた。そこまでの扱いをする国は次第に減り、戸籍を与えないほどの法的差別が残っている国は巧だけである。近年に処遇の改善が行われた国は2国あり、戴では驍宗が制度を廃止した（国が混乱しているため徹底はされていない）。慶でも上大夫以上の官位には就けなかったところを、陽子が初勅の返す刀の勅命で廃止した。
制度上では平等になっている国でも、事実上の不平等が存在しない訳ではない。差別制度廃止から数百年を経ている雁国でも、楽俊が教師に半獣姿での受講を拒否されたり、本を囓るとの風評から貸し出しを渋られたりなどの差別は根強く存在する。

### 障害者への態度や男女の別
半獣や海客・山客、浮民への差別とは対照的に、障害者差別や男女差別はあまり無い。生まれ付き障害を持っている人への保護制度は整っており、妊娠・出産が発生しないため適性以外の目立った男女差がなく男女は共働きが当たり前となっている。職業も殆どの職種で男女半々であり、武官など体力的な理由で男性が多い職種も女性がいない訳ではない。王や麒麟も男女比を歴史書を調べて平均すると、世界中を見ても一国を見ても、時代によっては偏りが出るものの大体半々である。
ただし、遊廓が存在することや女性への性暴力が少なくないことを示唆する場面があるなど、妊娠・出産がないとはいえ貞操を巡る性差は存在している。

### 言語
十二国世界で使われる言語は、蓬莱や崑崙で用いる言語とは大幅に異なる言語である。文字は漢字（アニメ版では金文）を使っており、漢文を用いているため壁落人のように中国語の知識がある者が漢文の筆談を行えば意思の疎通を図ることは可能だが、会話では初歩的な現代中国語が通じない。特定の地域でしか使われない熟語や慣用句がある以外は他国間で差異はない。

### 暦
各国毎に元号制を布いており、西暦のような、世界共通の年の数え方は十二国世界には無い。元号は王が即位した時に改元され、その後も時々改元が行われる。
閏月の概念が存在する。蓬莱（日本）の暦より約1か月遅れている。各国の国府の馮相氏が天体観測を行って作った暦を基に、郡ごとに保章氏が気候や動植物の生育や気象観測などを基に注を補い、それを更に各郷で調節を行った上で郷が発行・配布する。それ故、暦の題名は発行された郡の名称になっている。農民が使う本式の暦は農事暦（月間気象予報）とも言える代物で、抄暦や抄本と比べると分厚く、農作業や漁業等に関する予報や注意事項が細かく記されており、その性質上頻繁に改定が行われる為、最低でも各季節毎に、時には毎月、暦が発行・配布される。農作業を行わない商人などはこの本式の暦から抜き書きされた抄暦や抄本と呼ばれる暦を主に使用しており、こちらは年に1度受け取るのが普通である。暦には暦注という占いも書かれている。

### 名前の構成
姓（本姓）
親から引き継いで生まれたときにつき、戸籍上に記載される姓のこと。婚姻しても終生変わらないが、戸籍が夫婦いずれかに統合され、生まれた子供はその姓を継ぐ。「前王と同姓の者は次の王にはならない」という基準があり、それ以上の意味は無いとされる。
名（本名）
戸籍や仙籍簿に記載される正式な名。身分の高い人間の本名が呼ばれることはほとんど無い。昔気質の人を中心に目下から本名を呼ばれることを嫌がる人が多いが、特に気にしない人もいる。
氏
成人（数えで20歳）になったら自分で選んで付ける。そのため未成年は氏を持たない。親と子は同じ氏ではない。主に「氏+字」の組み合わせを名乗る。
国氏
王と麒麟、及び、王の親族の特権で仙籍に入ったものが使う、国家固有の氏。国名と同じ音の漢字が当てられる。先代の王が禁忌を犯して斃れた後に次の王が登極した際に国氏が変わる事がある。
字
呼び名、通り名、通称。普通、字というときは本字のみを指すが、広義には小字や別字を含む。他人が勝手に呼び始めたものが通称になり、その方が通りが良くなって、それが本式の字になることも多い。字の付け方には意外と独創性が無いため、同じ字を持つ者や似通った字を持つ者が多い。
本字
親や本人が日常その人間を呼ぶためにきちんと決めたただ一つの字を指す。氏を選んだ際に自分で付ける。
小字
子供の呼び名。
別字
字がすでにあるときに改めて別に付けられた字のこと。狭義には本字に準じてきちんと決められたものだけを指すが、広義には他人が勝手に呼び始めたあだ名や通称のようなものも含まれる。主人（特に王）から別字を与えられることがあり、これは本来は名誉なことである。
目上からは姓名、目下からは氏字で呼ばれるのが慣わしだが、蘭玉曰く、昔気質の人は今でも姓名と氏字を使い分けるそうだが、若い人には気にしない人が居り、最近は氏字を使わない人も出てきていると言う。事実、蘭玉のように字風の名前をつけられる子供もいる。

## 地理

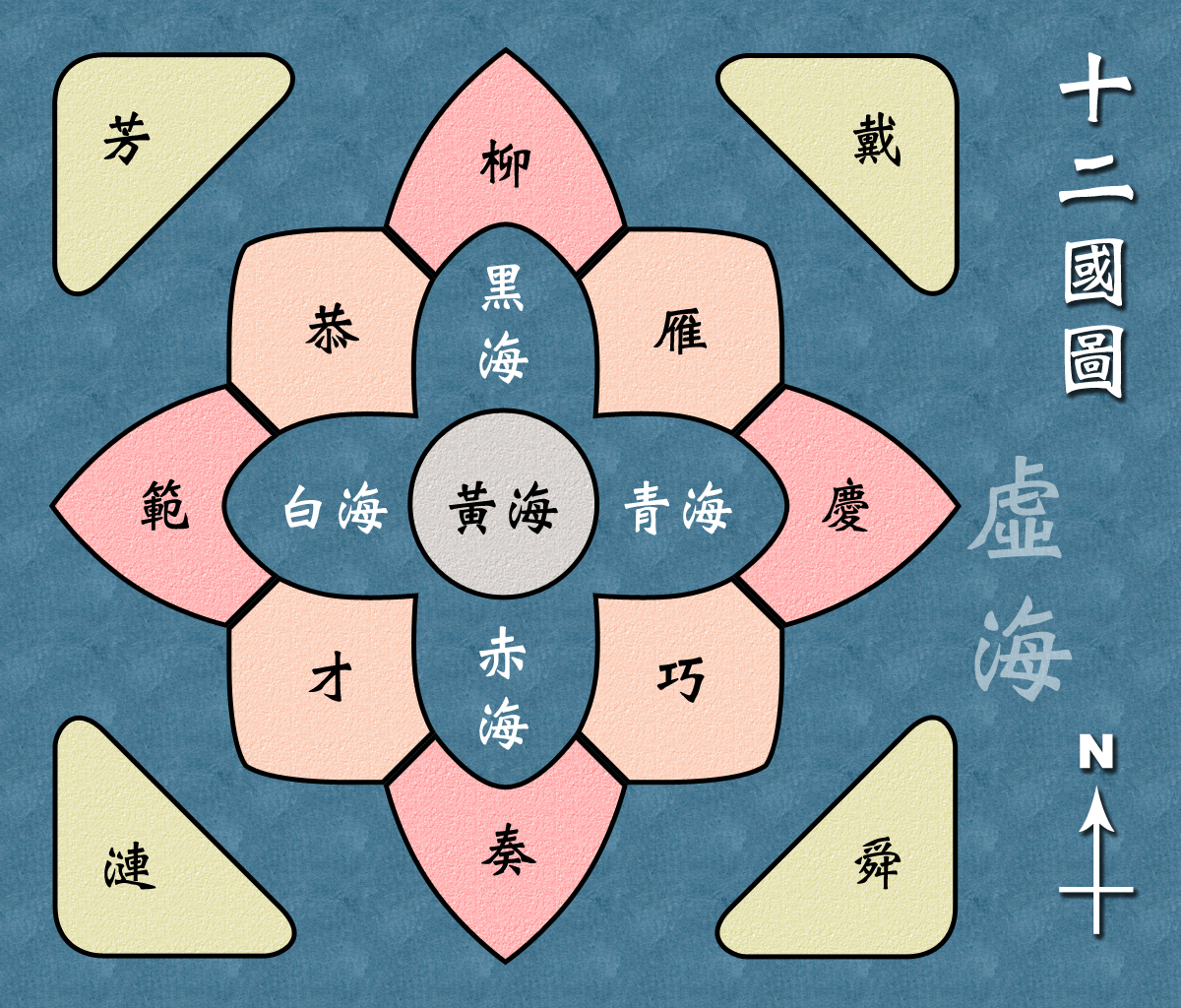
十二国世界略地図

世界の中央に金剛山で囲まれた円形の島があり、その大半が黄海と呼ばれる場所で、中央に五山がある。黄海の外周を二つの楕円形が直角に組み合わさった花形の4つの内海が囲んでおり、その外側に花の形の大陸がある。更に大陸の周囲を囲む海を虚海と言い、四州国の虚海側の沖合い（角の部分付近は四大国の沖合いにある）に二等辺直角三角形の四島が斜辺を大陸に向けた配置で存在している。内海と虚海には、大陸寄りの小島を除いて陸地と呼べる島は存在しない。陸地は総じて外海側は断崖が多くて良港が少なく、艀を使わないと上陸できない港が多いのに対し、内海側はなだらかであり外海に比べて良港が多い。各国は必ず九州で構成され、内陸に有る首都州の周りを他の八州（余州）が取り囲む形に配置されている。空の上には雲海と呼ばれる海があり、陸には凌雲山と呼ばれる雲海を突き抜ける山が有る。人が住む世界は金剛山より外側の地域と定められ、金剛山には四箇所の門（四令門）が存在し、一般人は門以外から金剛山を越えることは出来ない。
十二国世界では、日本・中国はそれぞれ蓬萊（倭）・崑崙（漢）と呼ばれ、それぞれ世界の東の果て・世界の影に位置するとされる。
なお、日本（蓬莱）から見た十二国については、作中で一度だけ常世（とこよ）と呼ばれている。

### 雲海
十二国世界の空にある、天上と下界を分ける『海』。凌雲山の九合目の上辺りにある。文字通り天に水が浮いて海になっており、波もあれば潮の香りもする。近くで見ると常には陰鬱な灰色をしており、天上から見ればうっすらと青みを帯びた透明な海。雲海上から下界を見下ろすと水底に雲があり、その下に街が有るように見え、地上からは雲海近くでは青い底が見えることもあるが、普通は雲海の波が雲に見える程度にしか見えない。五山の頂上や王宮・州城は凌雲山の雲海の上にある。凌雲山を登ったり騎獣で突き抜けると雲海の上下を行き来できるが、深さはほんの身の丈に見えるのに潜っても底には辿り着けない。雲海の水は血糊を被った麒麟を清めるのに使われる。

### 凌雲山
文字通り、雲海を突き抜ける、柱のような山。雲海の上からは山頂は雲海に浮かぶ小島のように見える。五山の山頂、及び王宮と州城は凌雲山にある。それ以外の凌雲山は諸侯の居宮や陵墓や離宮などといった王の所有物である。王宮がある凌雲山の名前は首都の名前と同じである。首都の凌雲山は門が5つあり、国府がある都合上、最初の門の皋門から二つ目の門の雉門（中門）までは市民が自由に出入りできる。山頂へ至る道は階段状の隧道を通っており、見た目より歩いた感じが短く感じる呪が掛けられている。

### 五山
黄海の中央にある崇山（「崇高」「中岳」「中山」とも呼ばれる）と、その周囲にある蓬山、崋山、霍山、恒山の総称。女神の長である西王母が治める天界に属する領域。蓬山は崇山の東に位置し、東岳あるいは東山とも呼ばれる。崋山は西、恒山は北、霍山は南にあるが、霍山と恒山は黄海の中心から西に寄っている。五山には周囲の黄海に住む妖魔・妖獣は侵入できない。西王母ら神仙達を憚って山を飛び越えようとする者はいない。天帝の山である崇山と西王母が主とされる蓬山以外の山の主は諸説あって判然としない。
崇山は自力昇仙した仙の修行の場である。ここでの修行を終えた後、天仙たちは蓬山などに配属される。
五山の一つ、蓬山には女仙を束ねる天仙である碧霞玄君・玉葉が居を構え、事実上人界と天界との橋渡し役となっている。また蓬山は神獣麒麟が生まれ、育てられる場所としても知られる。それらの事から、蓬山のみ人間が立ち入ることを許している。蓬山には麒麟以外には女仙しかいないため、蓬山にいる男性と子供は必然的に麒麟だけなので「蓬山に小さき者は麒麟のみ」と言われている。なお、「蓬山」は元々「泰山」と呼ばれていたが、戴国の王が覿面の罪を犯したことにより戴国の国氏が代から泰に代わったために名前を変えた。その後も凶事有る度に名前を変えたが、ここ千年程は現在の名前に落ち着いている。蓬山には四季が無く、年中温暖で花が咲き乱れている。そのため、建物は雨露さえしのげればよく、甫渡宮以外の建物は四阿か庵のような佇まいである。
蓬山には以下の施設が存在する。
蓬廬宮
王と誓約していない麒麟が過ごす一帯を指す。蓬山の中腹（雲海の下）にある。捨身木を基点としたなだらかな地形にあり、様々な建物や園、用途別の池などがある。東は切り立った崖、北は絶壁であり、内部は防犯の為に森や林がない細い路が入り組んだ奇岩の迷路のようになっている。
丹桂宮
蓬廬宮の入口である青陽門近くの蓬廬宮内の建物。蓬廬宮で一番大きい建物である。天勅を受ける王が、吉日までを過ごす。
雲梯宮
天勅を受ける儀式の際にだけ使用される建物。奥に朱塗りの扉があり、その向こうには普段は緑の岸壁が見えるだけで何も無いが、天勅を受ける儀式の時だけ雲海の上の山頂まで伸びる透明な階が現れる。王と麒麟はその階を一段昇るごとに天綱を「自らの中」に刻み込まれる。
白亀宮
雲海の上と蓬廬宮とを繋ぐ平時の通用門の役割を果たす建物。普段は建物だけが存在し、雲海の上下を行き来する時だけ階段が現れる。蓬山頂上からは呪のせいか見た目の割に長さを感じない白い階段でつながっている。白い石を敷いた白い八角形の部屋。山頂から入って振り返ると閉じたはずの門がなく白い壁だけが存在し、他の面は壁が無く緑に苔生した岩肌が迫っている。
甫渡宮
麒麟が昇山者と面会する建物。蓬廬宮の外にある。大きな広場に面している。昇山者はこの周囲で天幕を張って野宿をする。
牌門
蓬山と黄海の境にある門。登山道の階段に塀も何も無く建っている。蓬山自体には垣根など周囲を囲む物は存在しないが登山道がここしかない為、黄海から蓬山への唯一の出入り口。
廟堂
蓬山山頂にある天帝と西王母を祀った白く壮麗な廟。蓬廬宮とは朱塗りの祠を介して出入りし、雲海とは扉の無い門で区切られている。廟堂の裏には石畳が広がっている。
中には壇上に王母と天帝の像があるだけ。壇上には無数の文様が彫りこまれ、白銀の屏風を背に白銀の御座が設えられており、四方の柱間にかけられた珠簾が御座に座った白い石の人物像の胸元までを隠している。西王母に伺いを建てる時などにこの壇の奥に行くのだが、壇の奥の壁には白い扉が左右にあり、廟堂の大きさから考えても扉の向こうなどはありえないのに左側の扉の向こうには同じような建物が続いている。奥は手前と同様の壇と白銀の御座があり、天井や奥の壁がなく、玉座の背後ではいかほどの高さがあるかもわからない大瀑布が純白の壁を作っている。
蓬山の女仙たちは麒麟がいない平時は自らの生活のための機織りや洗濯、畑仕事や祭祀などのルーチンワークをしている。
麒麟は沢山の食べ物を前に一人で食事をする慣わしになっている。

### 黄海
五山の周囲に広がる領域。天帝の定める法則の外にあり、天界にも人界にも属さない（あるいは、天界と人界とを分け隔てる為の中間領域）。神に見捨てられた地とも言われる。
「海」という呼称だが、実際には海ではなく一国に匹敵する広大な土地で、多種多様な植生を育む起伏の富んだ地形に妖魔・妖獣が跳梁跋扈している。降雨量はさほど多くなく、人間世界では南方に行くほど暖かかくなるが、黄海では中央に近いほど暖かい気候となる。なお蓬山付近の標高は凌雲山の8合目に相当する。妖魔以外にも危険が多い土地で、流砂が起こり、瘴気をくゆらせる沼や落石の多い山がある。黄海の外延部は金剛山と呼ばれる登攀不可能な断崖絶壁の険しい山脈が存在し、黄海の妖魔・妖獣も越えることが出来ない。「門」は騎獣で飛び越える事は出来なくも無い高さだが、門番に撃ち落される可能性があり、また西王母ら女仙達を憚って飛び越えようとする者自体が少ない。そのため、金剛山を越えて黄海内部に入ったり外に出たりするには、通常は金剛山に4つ存在する「門」を必ず通らなければならない。ただし王や麒麟、玉葉の招きを受けた者などは、雲海の上から金剛山を越えることが許される。雲海の上を騶虞で空行すると、蓬山から奏国の王宮・清漢宮まで2日ほど掛かる。雲海の上を足の速い騎獣（猗即）で空行すると、金剛山を早朝に出発すると日没に五山にたどり着く。
一般には人の住めない「人外の領域」と言われているが、出入り自体は門が開いている間は自由となっている。そのため蓬山に向う昇山者以外にも黄海に入る者達がいる。代表的な例としては、黄海を生活の場とし、騎獣を狩る朱氏や、昇山者の護衛を生業とする剛氏と呼ばれる人達が知られている。また自身の駆る騎獣を求める武将なども、時折黄海を訪れている。
近年では、天仙の中で黄海に入る人を守る唯一の存在である犬狼真君の加護を受ける祈りをして黄海に入る者がいる。犬狼真君の祠廟は四令門の手前の街の四令門に通じる門の脇の壁と、四令門の向こうにある城砦にあり、そこに置かれた水を浸した桶に浸けられた葉がない桃の枝で水滴をかけるように黄海に入るもの（人や騎獣など）を払い、その枝と、桶の脇の石壁に掛けられた犬狼真君の護符である小さな木の札を持って黄海に入る。護符は無事に黄海を出れば感謝を以って祠廟に返す慣わしなので、多くの人を守ってきた墨の色も滲んでいるような古い札の方が好まれる。
人外の領域であるため、黄海には本来道も里も存在しないとされるが、主に剛氏達によって各四令門から蓬山までの道が維持されている。更に小規模ながら朱氏や剛氏など戸籍を持たない「黄朱の民」の里があり、「黄海の守護者」犬狼神君によって里木がもたらされている。なお、里木をもたらされた時の諸神との約束で、黄朱の民以外の者が里木に触れると枯れてしまうため、里の存在は黄朱の民以外には極秘とされている。

### 四令門
金剛山の麓にある4つの「門」は四令門と呼ばれ、海を挟んだ対岸の国の首都州の「飛び地」になっており、1年に1回、それぞれ定まった安闔日（あんこうじつ）（春分・夏至・秋分・冬至）の正午から翌日の正午にだけ開かれる。
北から時計回りに
- 令艮門 - 対岸は雁州国、安闔日は冬至
- 令巽門 - 対岸は巧州国、安闔日は秋分
- 令坤門 - 対岸は才州国、安闔日は夏至
- 令乾門 - 対岸は恭州国、安闔日は春分

が存在する。
門の構造は令乾門を例に取ると、門扉の高さは四十丈以上、幅二百歩以上。あまりの巨大さに、内側に傾いているように錯覚する。門は二層になっており、一層は巨大な一枚岩をくりぬいたもので、ここに人の身の丈の数十倍はある、天伯の姿が刻印された朱塗りの門扉がある。二層の青丹の高楼は朱塗りの柱に碧の瓦で、中央に小さく、門扉のない門があり、その上に黒塗りに金で「令乾門」と書かれた扁額がある。高楼の上は開いていて、飛翔できる騎獣であれば飛び越えられそうな高さであるが、門番がいるため飛び越えようとするものはいない。門の両側には岩棚のような歩墻があり、城塞での任期が明ける兵士が最後の仕事として、ここでの警護を行う。
四令門と、その手前の街の四令門に通じる門は黄海に向けて開かれる。
四令門の門前の土地は広大だが、金剛山全体から見れば金剛山脈の切れ目の断崖の麓にある小さな砂州の様な、非常に限定された土地である。この「門」が開く時は、黄海の内部から妖魔が外部に向かって大量に溢れ出て来る可能性がある為、非常に厳重な警備体制が敷かれる。
四令門の前の街の門を出ると、宗闕の間近に迫る金剛山の峰々が千尋に切り裂かれ、一条の道を作っている。四令門へ続く道は削り取られたように峰と峰が迫っていて、その間に広い谷が続いている。峡谷の道幅は六百歩（騎馬を連ねて隊列が往き来できる広さ）あり、地門の門前から徐々に両岸の岸壁が高くなっていく。この道は街からは上り坂だが、曲がりくねっている深い峡谷のため下り坂と錯覚する。
四令門の先、渓谷に蓋をするような形で石造りの隔壁がある。四令門からここまでは飛翔すれば一瞬の距離で、深い渓谷故に上空からの見通しが悪いからなのか、ここで妖魔に捕まる不運な者は少ない。隔壁の向こうは城塞になっている。この城塞は門前の街を守る為に安闔日の度に資材を運び、長い年月をかけて造られた堅牢な物で、門前の街を持つ国の兵士が1年の任期でここに駐留している。隔壁から城塞へは城塞の道幅いっぱいに立ち塞がる石の隋道が通っている。隋道には石と漆喰で固めた天井を所々切り、そこに小さな屋根をつけて天窓を設けている。煙出し程度の屋根の四方に鉄柵を植えて妖魔を排除し、光と空気を入れている。城塞は小さな里ほどの体裁のある城とも町ともつかない代物で、町の道は細く、かろうじて騎馬が二頭並べる程度の道幅しかない。その両脇に石造りの低い建物がぴったりと続いて並んでいる。その道の頭上も石で、隧道の中のような明り取りが切られており、暗くはないが、決して明るくもない。湿気が淀み、四方の石材は古び、黄海に特有の熱気がこもっている。そもそもは街を守るための兵馬の施設だが、その恩恵をごく普通の旅人も浴する事が出来、土間に雑魚寝だが泊まる事が出来、粗末とはいえ食事も出してもらえる。この城塞が黄海で最初で最後の人の土地であり、城塞から黄海に出ると人外の土地である。城塞の外の安全が確保されると黄海への門が開かれる。城塞を出ると落ち込むような傾斜で下る岩だらけの傾斜になっており、その下には、見渡す限り緑の樹海が広がっている。左右には金剛山が迫っている。森には、ようやく馬車が通れる程度の道幅の道が続いている。これは金剛山から下る沢に沿い、長い年月の間に昇山の人々によって切り開かれ、踏み均された道である。坂の下には広場があり、兵士が布陣する岩棚がある。城塞の扉を開ける際に倒した妖魔の死骸が城塞の傍に積まれている為、2、3日は妖魔はその死骸の血の臭いに釣られて旅人の方に来ることは少ない。朝に城塞を出ると午を少し過ぎた頃に草地に出る。この草地は休む場所を作るために枝を打ち払い、若い木を切り倒す事を幾百年と繰り返した結果、全員が休めるだけの場所が出来た物である。

### 内海
黄海を取り巻いている4つの内海と4つの海峡からなる。北から時計回りに黒海、艮海門、青海、巽海門、赤海、坤海門、白海、乾海門と呼ばれている。なお、各海峡は四令門と対になっている。内海の色は名前の通りの色に見える。妖魔は総じて内海側からやってくる。黄海沿岸から赤海を最も足の早い騎獣である騶虞で空行して横断するのに一昼夜掛かる。

### 八カ国
内海と外海を隔てる島に存在する国家群。北から時計回りに以下のように配置されている。
- 柳北国（りゅうほくこく）
- 雁州国（えんしゅうこく）
- 慶東国（けいとうこく）
- 巧州国（こうしゅうこく）
- 奏南国（そうなんこく）
- 才州国（さいしゅうこく）
- 範西国（はんせいこく）
- 恭州国（きょうしゅうこく）

慶東国・奏南国・範西国・柳北国の4国を四大国、雁州国・巧州国・才州国・恭州国の4国を四州国と呼ぶ。
国名は正式名称で呼ばれることはあまりなく、一般には雁や慶のように略して呼ばれる。国の大きさは、一国を抜けるのに徒歩で3ヶ月、馬で1ヶ月、国境の山脈あるいは海を通るのに更に徒歩でおおよそ1ヶ月かかる。巧国の阿岸から浮壕経由で雁国の烏号まで3泊4日の船旅と、陸路より海路の方が早い場合もある。
大陸の国と国は高岫山と総称される山脈によって仕切られており、国境の事を高岫（こうしゅう）とも呼ぶ。陸路で国境を越えるには高岫山に1つから3つある鳥羽口（関所）を通過しなければならない。国境を越える際には旌券を改めるが、旌券が無くても官の尋問を受けた後に国境を越える事が出来る。

### 四極国
虚海に浮かぶ島国。北東から時計回りに以下のように呼ばれている。
- 戴極国（たいきょくこく）
- 舜極国（しゅんきょくこく）
- 漣極国（れんきょくこく）
- 芳極国（ほうきょくこく）

四極国から大陸に渡るには騎獣で一昼夜かかり、戴から漣までは騎獣で空行して柳から恭と範を経由して半月ほどかかる。

### 虚海
八カ国の外側に広がる外洋。物理的には虚海の外側には何も無く、果てしない海が広がっている。過去に虚海の果てを見ようと船を出した者がいたが、帰ってきたものは一人もいないという。芳国と大陸の間に有る海峡は『乾海』、載国と大陸の間にある海峡は『艮海』と呼ばれているが、乾海は船で3昼夜と、あまりにも広いため普段は海峡も虚海と呼ばれる。灰色のどんよりとした海のように見えるが水に色が着いているわけではなく、むしろ恐ろしく澄んでいる。よく荒れ、夜になると深海に住む妖魚が発する光が星のように明滅して見える。妖魚は小さく見えるが実際は艀を飲み込むほどの大きさである。妖魚は嵐の時でもなければ決して浮いてこない。
また虚海には、十二国世界と他の世界（蓬莱や崑崙と呼ばれる世界）との境界線と言う意味もあり、王や麒麟、一部の高位の仙は虚海を渡って蓬莱や崑崙に行くことが出来る。

## 気候
黄海を除き北は寒く南は暑い。そのうち最も寒いのは、冬になると北東から条風（季節風）が吹き、雪を降らせる戴である。この風は北の国々を冬の間凍えさせる。他に柳、芳にも雪が多く積もる。雁も北東に位置するため、この風の影響を強く受け柳と同程度に寒い。この3国では冬季に髪や鼻を外気にさらすと髪が凍り付き鼻に氷柱が出来る。冬の戴では絶えず鼻をこすり続けないと鼻の奥が凍るとされる。恭も条風の影響を受けるが、山を越えるため乾燥した風が吹く。正月前の範の南部が戴の冬に必須の羽毛を入れ羊毛で裏打ちされた旗袍（官の正装の外套）を脱ぎ捨てるぐらいの気温である。
南方は非常に温暖であり、漣では二毛作が行なわれ、冬でも戴の春や秋の気候である。また奏の最南端では冬でも外で眠れるといわれる。

## 法令

### 天綱・地綱
天綱（てんこう）
天帝が定めたとされる、王を含めた十二国世界全体が守らなければならない法のこと。太綱（たいこう）や施予綱（せよこう）とも呼ばれる。人を贄にすることや人身売買も天綱で禁じられている。その内容は創世神話とともに、蓬山において王が登極するときに王と麒麟の頭の中にすり込まれるものであり、「東の海神 西の滄海」には"王や宰輔が心得ておくべきことが「太綱の天の巻」に書いてある"、また「風の万里 黎明の空」には"井田法のことが「太綱の地の巻」に書いてある"といった記述もある。天綱の第一は「天下は仁道をもって治めなければならないこと」であるとされる。この天綱に背いた場合には、罰則が王や麒麟に下されることになるとされる。
天綱の記述は極めて簡潔であり、実際の事象が天綱に反するか否かの判断が難しい場合もあり、その際は玉葉が相談窓口になる。たとえば、『月の影 影の海』で偽王を倒すため正当な景王である陽子を立てて雁国の王師が慶に攻め入る際、この行為が覿面の罪に触れないことを六太は知っていたが、これは以前に似たような出来事があった時に、玉葉に確認をとってあった故（「黄昏の岸 暁の天」で六太は「陽子が初めてではない」とコメントしている）である。
作中にはこの世界の決まり事のいくつかについて「これは天の意思である」といった表現をとっていることがある。
天網に定められた法・条理には他に以下の物が含まれる。
- 王が国になければ九侯の全て、王があっても九侯のうち余州八侯の半数以上が在らねばならぬ。
- 伯以上の位の官職は王の近親者、冢宰、三公諸侯に限る。
- 三公はその国に戸籍がなければならない。

地綱（ちこう）
王が発布する法のこと。天綱に対してこう呼ばれる。国によって違う制度、王によって違う（変えられた）制度などは地綱によって定められていることになる。浮民・半獣・海客・山客などをどう扱うか、民にどれだけの税を課すかといったことは地綱で定められている。地綱は天綱に違反した内容をもつことは出来ない。例えば、かつて、ある国の王はその国に戸籍のない男女同士でも結婚し子供を作ってよいと定めたが、「同じ国に戸籍のある男女同士でないと結婚できない」という天綱の定めに反していたために帯を里木に結ぼうとしても解けてしまい、誰も里木に帯を結ぶことが出来なかった。
全ての法は王の名の下に発布されるが、通常は官が提案した案を関係する諸官に諮り、それから三公六官の賛同を受け、その上で王の裁可を得る、という手順を踏む。
王が法令を発布するには御璽が捺印された文章が必要である。御璽は呪力がある神器であり、王や宰輔（さいほ）の許可がある場合など特別な場合を除いて王以外の者が使用しようとすると印影が消えて使えないようになる。御璽は普段は宰輔が保管の任にあり、宰輔がいない時は三公が代わってその責を負う。王が斃れた後から次王が登極するまでの間は御璽の印影が消えて使えなくなるため、落ちた白雉の足を切り取って御璽の代わりとする。
行政組織の法
州候も自分の治める州に適用される法令を定めることが出来るが、その内容は天綱にも地綱にも反することが出来ない。州より下の行政組織も法を作る事ができるが、上の単位の行政組織が定めた法に反する法は作れない。ただし地綱に反した場合は天綱に反した場合と異なり無効とはならず、独断で地綱の定めより遥かに高い税を取り立てたり、国法に無い厳しい刑罰を処している州候や郷長も存在した。

### 覿面の罪
覿面の罪（てきめんのつみ）は天綱に定められた最も重い罪の1つで、「軍兵をもって他国を侵すこと」をいう。「王も麒麟も数日のうちに斃れる」とされる。なお、禁じられているのは『（他国の主権を）侵す』事（侵略など）であって、兵士が他国に『立ち入る』事（王の身辺警護としての同行や、使節としての訪問など）自体は禁じられていない。
過去の実例として、遵帝の故事がある。慈悲深い名君として知られた才の遵帝は、『荒廃に苦しむ隣国の民を自国に救出するため』に出兵したところ、軍の越境から程なく、王と麒麟が通常ではありえない突然の変死を遂げた。出兵は人道に則ったもので、天網に背く行為とは誰も認識していなかったため、それが覿面の罪であるとは当初誰にも分からなかったが、次王が御璽の国氏の変化に気付いたことで遵帝の行為が覿面の罪に当たると認識された。なお、この罪は軍隊の侵入にとどまらず、麒麟が使令だけを送り込むことも『侵す』事に該当する。軍事力を以て他国を支援する場合、覿面の罪を回避するために、その国の王や仮王など正当な国家主権を持つ者からの正式な依頼が必要となる。
国氏が変わるということは王が非常に重い罪を犯したことを意味するものであり、過去に国氏が変わった同様の例としてあげられているのは、「失道で麒麟が死んだ事に逆上し、次の麒麟が生まれてこないようにするために蓬山に侵入して捨身木を焼き払い、女仙を皆殺しにした」戴極国の王の事例がある。
アニメでは覿面の罪の定義そのものが原作と異なっており、「天命に逆らい人道にもとる事」・「天命なしに死を選ぶ（≒禅譲する）事」・「他国に侵入する事」の3つが覿面の罪であるとされている。とはいえ、この3つは原作においても「王が行ってはならないこと」であるとされている。

### 勅令・勅命・初勅
国が制定する普通の法は官からの奏上を王が裁可する形で制定されるのが殆どであるが、王が自ら制定して発する法令を特に勅令という。延王尚隆によれば一般的に勅令は王朝が形をなしていくはじめの頃と傾いていく終わりの頃に多い。中でも新王がはじめて発する勅令のことを初勅（しょちょく）と呼び、多くの場合は王がその国をどのような国にしたいのかという方針を示すものになっている。中には初勅を出さなかった王もいる。実際に次のようなものが初勅として出されている。
- 慶東国景王赤子 - 伏礼を廃す
- 雁州国延王尚隆 - 四分一令（土地を4畝開墾した者にはその内の1畝を3代に限り、土地改良の場合にはその者1代に限り自地として与える）
- 漣極国廉王鴨世卓 - 万民は健康に暮らすこと

また、法令ではないその案件一回限りで有効な王の命令は勅命と呼ばれ、勅令とは区別される。官吏の任免などを行うのは「勅命」である。

## 刑罰
有能な官吏の条件に『他国の法に通じる』と言うものがあるが、実際に他国の刑法にまで通じる官吏は刑を司る司寇の官の中にも少ない。
蔽獄（裁判所）があるのは県府以上であり、州府では犯罪事件は取り扱わないが、牢はどこにでもある。牢は官府の奥にある。未だ刑罰の定まらない罪人は、拘制に処された罪人と一緒に、軍営内にある囹圄に捕らえられることになっている。
司法が主催する刑獄（けいごく：裁判）は、刑案を担当する司刑と典刑、司刺のみで運営されており、この三者の合議によって論断される。まず、典刑が刑辟（刑法）に沿って刑察（けいさつ：罪を明らかにして刑罰を引き当てる）を行い、それに対して司刺が三赦、三宥、三刺に鑑み、罪の減免を申し立てる。
- 三赦：罪を赦すべき三者。七歳以下の幼弱、八十歳以上の老耄、判断能力を欠く庸愚を指す。
- 三宥：不識（罪になることを知らなかった事、あるいは結果として罪に至ることを了解していなかった事）、過失、遺忘（失念）
- 三刺：群臣に問い、郡吏に問い、万民に問うこと。罪を赦すべきだと言う声があれば、これをもって罪の減免を申し立てる。

そして、最終的に司刑が決を下す。司法の決論を他者が左右することは許されないが、大司寇なり冢宰なりが上位の権をもって既に出た決獄に異議を唱え、諸官に諮った上で論断を一度に限り差し戻すことは出来る。
重罪人の場合、最低でも一度はさらに上位の行政府によって論断が行われることになっている。
五刑（ごけい）
殺しなどの大罪に対して用いられる、黥（げい、刺青を入れる）、劓（ぎ、鼻を削ぐ）、刖（げつ、足を切る）、宮（きゅう、去勢）、大辟（たいへき、死刑）の5つの刑を言う。現在では野蛮に過ぎる仁道に悖る刑罰として忌避されるのが諸国の趨勢である。
死刑
死刑制度そのものが無い国は無いが、処刑方法は時代が下るにつれ穏便になってきている。普通は斬首、酷くても梟首であり、磔刑や車裂、凌遅などの残酷な刑罰は現在ではほぼ見られない。死罪の甚だしく赦から除外されて必ず死罪に処するべき死罪を殊死（しゅし）という。
凌遅（りょうち）
罪人を寸刻みにする刑罰。とにかく寸刻みにしていって絶命したら首を斬って曝すこともあれば、絶命寸前に腰斬あるいは斬首にして息の根を止めることもあった。 国により時代によって様々であった。王の中には、更に苦しみを長引かせるために罪人を仙籍に入れる例もあった。
黥面（げいめん）
犯罪者に刑罰として入れられる刺青。裁かれた場所、年、服役した監獄、個人に与えられる文字の4文字を図案化した入れ墨を身体に入れられる。罪人の更生を妨げるとして奏が廃止して以来他国もそれに続いたが、王朝によっては復活することもあり、柳でも劉王が復活させた。
柳では黥面を復活させる際に冬官に特殊な沮墨を作らせており、柳では2度目までは頭に入れることで、髪が伸びれば隠すことができ、また10年ほど時間が経てば色が薄くなり消えていくように工夫されている。薄くなった沮墨の上に更に沮墨を入れると消える時間が延び、3度目以降はこめかみ・目の下など見える場所に入れるため隠しようがないが、4度以上これを施されると、全ての刺青が消えるまで徒刑（懲役）か拘制（禁錮）に処せられる。柳でのこの制度は当初の世論に反して意外にも罪人の更生を助けた。
徒刑
徒刑に処された罪人は圜土に送られるが、徒刑は公のため土木工事などの労働に就く事なので所在は一定しない。

## 官位・官職
十二国世界の地位の別は、あくまで礼節の程度を示すものとされているが、上位の者は目下の者に礼儀を求める事ができる。位の有無によって生活水準がまるで違う。三公はその国に戸籍を持つ者しかなれない。伯以上の位は王の近親者、冢宰、三公、余州の諸侯以外に設ける事が禁じられている。
通常、国府で伯と言う場合は、おおむね卿伯の事を指す。国官で一番下の位は中士である。飛仙の下働きの仙の位は上士以上卿以下である。
| 官位                    |           | 天官 | 地官   | 春官   | 夏官   | 秋官   | 冬官   | 地方      |
| ----------------------- | --------- | ---- | ------ | ------ | ------ | ------ | ------ | --------- |
| 王 （おう）             | 王        |      |        |        |        |        |        |           |
| 公 （こう）             | 宰輔      |      |        |        |        |        |        |           |
| 侯 （こう）             | 冢宰 三公 |      |        |        |        |        |        | 州侯      |
| 伯 （はく）             | 飛仙      |      |        |        |        |        |        |           |
| 卿伯 （けいはく）       |           | 太宰 | 大司徒 | 大宗伯 | 大司馬 | 大司寇 | 大司空 | 令尹 牧伯 |
| 卿 （けい）             |           |      |        |        | 将軍   |        |        |           |
| 上大夫 （じょうだいぶ） |           |      |        |        |        |        |        |           |
| 中大夫 （ちゅうだいぶ） |           |      | 遂人   |        |        |        |        |           |
| 下大夫 （げだいぶ）     |           |      |        |        | 大僕   | 朝士   |        | 郷長      |
| 上士                    |           |      |        |        |        |        |        |           |
| 中士                    |           |      | 迹人   |        |        |        |        |           |
| 下士                    |           |      |        |        |        |        |        |           |

王の朝議に出席することが許されるのは、高位の官のみである。
官吏は所属する地位によって長さと色が違う『綬』という三指ほどの幅の組紐を身に付けている。
上位の官吏が個人的に雇う官吏もいる。各府第の予算はそれぞれが抱える官吏の人数によって決まるため、府第はなるべく欠員が出ないように人を雇う。
宰輔（さいほ）
王の補佐役。各国の麒麟がその役に就き、名前の代わりに宰輔と呼ぶのは畏れ多いため台輔（たいほ）と呼ばれる。位としては唯一の公爵位を持ち、朝臣の筆頭である。元々麒麟は慈悲と正義の生き物であり、王が民に対して無慈悲な行いをするのを諫める役目も持つ。首都州の州候を兼任している。内宮の仁重殿に起居し、午後は広徳殿にて州候の職務を行っている。麒麟の本性故に普通は実権を持たない。
三公（さんこう）
宰輔の唯一の臣下。三公は位としては冢宰や諸侯と同等だが、政治介入力は持たず、王の相談役・教師となり、助言をする存在。次の3つの官職である。
- 太師（たいし）
- 太傅（たいふ）
- 太保（たいほ）

三孤（さんこ）
三公の次官
傅相（ふしょう）
王や宰輔が幼いような時に教育係として、随時側で面倒を見る。
冢宰（ちょうさい）
六官を取り纏める長である。この官職は、朝臣の筆頭である宰輔が、その本性が仁と慈悲である麒麟であるためと、首都州の州候を兼ねて非常に忙しい身分のため、現実的には朝臣の頂点になる宰相の職にあたる仕事を行う。古くは太宰が兼任していたが、「六官席を等しくす」という考えから別に置かれるようになった。

### 六官
六官とは、「天官、地官、春官、夏官、秋官、冬官」の6つの官職のことである。六官長の位は卿伯。

#### 天官
宮中諸事を掌る。
天官長太宰（てんかんちょうたいさい）
天官の長。古くは冢宰を兼ねた。
小宰（しょうさい）
天官長の次官
内宰（ないさい）
内宮を管理する。
内小臣（ないしょうしん）
内宰の下で王と宰輔の世話をする官。
閽人（こんじん）
門の側で控え、来訪者の素性を改め控え、取り次ぐ役を持つ官。
大行人（だいこうじん）
来訪者の案内をする官。内殿までは入れない。
掌舎（しょうしゃ）
宮中の建物の管理を行う。

#### 地官
土地戸籍を掌る。
地官長大司徒（ちかんちょうだいしと）
地官の長
小司徒（しょうしと）
地官長の次官
遂人（すいじん）
治水など山野を治める官。
田猟（でんりょう）
人民の管理と納税のための台帳を整備する官。
果丞（かじょう）
各地が産する珍しい物品を管轄する。
迹人（せきじん）
果丞の配下。野木に生ずる新しい草木や鳥獣を集める。実際に物を集めるのは地方官の仕事だが、国官である彼らも職務を名目に各地を渡り歩かせられ国府に帰る事が少ない生活を送っている。その業務上、浮民でありながら国土の産物を私物化する猟木師とは互いに敵対関係である。
絶えず地方から地方へ移動しながら仕事するために国官の給与として支給された所領を自ら管理・運営することが難しい為、彼らの所領は彼らの上官である果丞が代わりに管理・運営を行い、その上がりをその所領を持つ迹人に支払うという建前があるが、実際はピンハネが常態化しており、尚隆登極前の雁国では最低限の給与しか受け取れていなかった。

#### 春官
祭祀を掌る。
春官長大宗伯（しゅんかんちょうだいそうはく）
春官の長
小宗伯（しょうそうはく）
春官長の次官
二声氏（にせいし）
大卜の下。その名の通り、白雉の世話をする。
鶏人（けいじん）
大卜の下。儀式に使う雉の世話をする。
馮相氏（ひょうそうし）
天体を観測して月日を割り出し、節気を決め、吉凶を判定して、暦の原型を作成する。閏月の有無の決定も行う。

#### 夏官
軍事を掌る。基本的に文官の集まりであり、司右と大僕だけが直接武官を登用している。
夏官長大司馬（かかんちょうだいしば）
夏官の長
小司馬（しょうしば）
夏官長の次官
射人（しゃじん）
王の身辺警護の長官。
虎賁氏（こほんし）
公（外宮）においての王の警護をする官。射人である司右の下官である。
大僕（だいぼく）
内宮における王の身辺警護をする小臣の長。司馬の官。
小臣（しょうしん）
王の身辺警護をする官。
司右（しゆう）
射人の下で国府での礼典や祭典など公の場での王の護衛を司る。また、徴兵の受付も行う。市井で王の護衛と言えば司右を指す程、民衆に姿を見せる機会が多いため、王の動向などを知りたい人の王宮内の情報元として民衆から当てにされている。
射鳥氏 （せきちょうし）
太衛の下である司士の下。射儀を企図する。
羅氏 （らし）
射鳥氏の指示を受けて射儀の的にする陶鵲を羅人に発注し、製作を指揮する。射鳥氏の代わりに射儀の一切を取り仕切る事もある。国政とはほとんど関係が無い。
山師（さんし）
掌固の下、民の暮らしと直接関係のない山野の保全をつかさどる。地方（州から郷まで）にも山師がいるが、国府の山師の職務は各州の山師の統括である。

#### 秋官
法令・外交を掌る。
秋官長大司寇（しゅうかんちょうだいしこう）
秋官の長
小司寇（しょうしこう）
秋官長の次官
朝士（ちょうし）
警務法務を司る。特に諸官の行状を監督し、王に奏上できる。
司法（しほう）
刑獄（五刑と呼ばれる重罪を裁く裁判）の主催者。裁判や刑罰については、刑罰の項目参照。
司刑（しけい）
典刑・司刺との合議の後、最終的な判決を下す。
典刑（てんけい）
司刑との合議において、罪人の罪を明らかにし、法に従ってふさわしい罰を引き当てる。
司刺（しし）
司刑との合議において、罪を赦すべき事情を申告し、罪の減免を申し立てる。
司隷（しれい）
掌戮の指揮。
掌戮（しょうりく）
刑の執行を采配する。
掌囚（しょうしゅう）
罪人を監督する。

#### 冬官
造作を掌る。ここで製作される呪を掛けられた武器を冬器と呼び、妖魔を撃退する武器になり、唯一神仙を傷つけることが出来る。
冬官長大司空（とうかんちょうだいしくう）
冬官の長
小司空（しょうしくう）
冬官長の次官
匠師（しょうし）
物品を作る官。
玄師（げんし）
呪具を作る官。
技師（ぎし）
新しい技術を探す官。港を造ったりする。
上記の三官が冬官長の下で、国のためにそれぞれの工匠を抱えている。
羅人（らじん）
羅人府の師匠。陶鵲を作る専任の工匠。

### 礼
叩頭礼
伏礼の中でも最敬礼。膝をつき手をつき、額を地に付けて叩頭する。王に対しては礼典で最敬礼すると定められている。
他国の賓客に対しては伏礼である。
跪礼
跪拝の事。跪いて拝む。麒麟の、自らの王以外に対する最も上の礼。太子や公主が平時の自らの親に対しても行う。禁軍左将軍や小宰が冢宰に対して平時に行う礼でもある。
拱手
身分の高い人々の礼。軽く握った左手を包むように右手を添え、重ねた手を上げるようにして一礼する。手を袖で隠すため、本来は長い袖の服を着ている時しか出来ない。

### 国官・州官の給与
国官は必ず首都州のどこかに封じられ、そこから上がる租税から国への上納分を引いた残りが給与となる。つまり、官吏の給与は農作物の収穫量と必然的に連動する事になる。これらの封領は首都州の州候である宰輔の封領を諸官に割譲するという体裁を採っている。封領の単位は最低が里で上納分は半分、これに賦（人頭税）が付くため、一里を封領として与えられる官吏の収入は成人が田圃から得る収入より五割ほど多い事になる。最大は一県であり、封領の官府の長官は領主が任免することができる。余州の給与制度もこれに準じる。そのため、民は官吏の封領の移動に一喜一憂する事となる。
官吏が異動するとその者の封領が移動するのと、夫婦は同じ班田で生活するという大原則故に、官吏同士で夫婦になるという事はそれだけで昇進の道が狭まるため、官吏同士での結婚は少ない。
地仙の飛仙で凌雲山に洞府を開いている者は、国からのささやかな給金と、洞府の土地の小作人からの徴収で生活している。

### 軍
十二国では、基本的に他国との戦争が存在しない。その代わり、我々の世界における警察に相当する組織が無く、犯罪者の取り締まりを行う警察機能や貴人の警護、王宮や都市の警備などを全て軍がおこなう。さらに罪人が刑務作業で行う土木工事の監督などにも将兵が動員されることがあり、軍事以外にもいろいろな作業に従事する。軍兵の管理は通常、軍で行う。
また軍の体系は天綱に定められており、それは内乱鎮圧と警察業務に必要な最低限の人数だけに限定されており、王が勝手に拡張・増強するのはもちろん、動員の際の人員規模の内容を削減する事も出来ない。そのため、兵を動かすとなると、特に慶国のような国力が弱い国では兵站（特に兵士の食料）をどう確保するかが問題になる。兵站は各地の夏官から補給を受ける事になっている。
各々の軍には格が存在し、格上から順に禁軍、首都州師、余州の州師の順で、更に同じ軍の中でも左軍、右軍、中軍、佐軍の順に格が下がる。つまり、軍人として最上の肩書きは禁軍左将軍である。州師将軍の小章は7つである。州軍の将軍はただの軍人であるのに対し、禁軍将軍は王に謁見する事が許され政治に関わる事もある、というほど、州師と禁軍には格の違いがある。州が国に収める税は州軍の兵員数に応じて課せられる。
兵卒として軍に入るだけなら学歴や教養は問われず、所定の訓練を終えれば配属先に配属されるが、階級が上がるにつれて必然的に兵を統率するための知識と教養が必要になるため、禁軍の将軍には大学卒業程度の学識と教養がなければ務まらないとされる。

#### 王師
王が兵を動かす権限を持つ、禁軍三軍と首都州師三軍を合わせて王師（おうし）という。王師六軍ともいう。王師の旗は龍旗である。
禁軍
王直属の軍であり、王以外の者が統帥権を持ち命令を下す事はない。また、その国で一番の強兵が集まった精鋭部隊であり、その軍の指揮官である将軍も優秀な人物であることが多い。旗の色は紫。
- 左将軍
- 中将軍
- 右将軍

首都州師
首都に配置された軍であり、統帥権は宰輔兼首都州候である麒麟にある。その為、実質的に王も首都州師の統帥権を持っている事になる（この理由から、禁軍と首都州師を「王師」と総称する）。ただし手続き上、宰輔の承認が必要な為、宰輔不在で承認が得られない場合には軍を動かすことは出来ない。
- 左将軍
- 中将軍
- 右将軍

#### 軍の編成体系
1つの国に存在する軍は、大きく2つに分けられる。1つは、禁軍と首都州師の「王師」であり、もう1つは、首都州以外の八州（余州）の「州師（しゅうし）」である。軍の名称は順に、「左軍、右軍、中軍」と呼称され、余州の州師のみ更に「佐軍」が加わる。その軍の数は、王師がそれぞれ三軍、州師が二軍から四軍とされているが、これ以上の軍備は太綱によって禁じられている。
一州の反乱ならたやすく鎮圧されるが、余州八州が結託すれば王を討つ事も可能である。空行兵（空行出来る騎獣に乗った兵）は1騎で騎兵10騎分の働きをするという。
軍の規模には、「黒備、白備、黄備、青備」の4種類が存在する。
- 黒備（こくび） 兵数：12,500
- 白備（はくび） 兵数：10,000
- 黄備（こうび） 兵数：7,500
- 青備（せいび） 兵数：2,500

王師六軍（禁軍三軍と首都州師三軍）は、黒備で常備するのが通常で、専業の兵卒があたる。それが不可能である場合は、白備、黄備とその規模を下げていくのが、通例になっている。
一方、州師は通常が黄備で、また佐軍に関しては、おおむね青備が常備となっている。急あって軍を動かす時には市民から兵を募り、更に火急の時には徴兵する事となっている。夫役の内、兵役は体格の問題から実年齢で行うことになっている。
軍の編成単位には、「師、旅、卒、両、伍」がある。
- 伍（ご） 兵数：5
- 両（りょう） 兵数：25 （5伍）
- 卒（そつ） 兵数：100 （4両）
- 旅（りょ） 兵数：500 （5卒）
- 師（し） 兵数：2,500 （5旅）

### 地方
地方の行政区分は完全な入れ子式で、上から州、郡、郷、県、党、族、里という形で分けられている。国に州は9つと決まっており、内陸にある首都州を余州八州が取り囲むように配置されている。1郡は4郷、1郷は5県、1里は里家を含めて25家だが、それ以外の単位については特に数の決まりはない（郷は12500戸、などの名目上の数値は存在する）。
州には国から官僚が6人派遣される。
州侯（しゅうこう）
各州で、州六官を任命し実際に統治する。首都州の州侯は必然的にその国の麒麟がなり、余州八州の州侯は王が任命する。州侯がその州の出身とは限らず、他州出身の州侯も多い。
州宰  (しゅうさい）　
州六官を統率する。国の冢宰に相当する。
令尹（れいいん）
州侯の輔佐役。国の宰輔に相当する。
射士（しゃし）
州侯の身辺警護の長。
牧伯（ぼくはく）
各州の州候や施政の監督官。王が直接任命し王宮から各州城に派遣される。各郷府、各県府にそれぞれ刺史を配して施政を監督させる。謀反など何か有った場合真っ先に殺されると言っていい危険と隣り合わせの職務。
太守（たいしゅ）
郡の長。
郷長（ごうちょう）
郷の長。
県正（けんせい）
県の長。
里宰（りさい）
里の長。里府を司る。里祠の祭主を兼ねる。
閭胥（りょしょ）
里宰の相談役。里宰と共に里を運営する。必ずその里の最長老がなる。小学の学頭と里家の長も兼ねている。
山師（さんし）
夏官。民の暮らしと直接関係のない山野の保全を掌る。郡以上の山師はそれぞれ下位の山師を統括し、末端である郷府の山師が実際に山中に入る。郷府の山師は郷府の中でも末端の官である。
保章氏（ほしょうし）
郡の春官。国の馮相氏が作った暦を元に、各郡の状況に合わせて注を補う。実際に発行される暦は、これをさらに郷ごとに調整する。
候気（こうき）、候風（こうふう）、掌暦（しょうれき）
保章氏の部下。

### 非常時の国権の継承順位
十二国において通常の（あるべき）状態として考えられている体制は、上記のとおり王が主権を持ち、補佐役の麒麟と冢宰を筆頭とする諸官がその下にあるというものだが、実際にはそうでない体制も歴史上存在している。なお、王や麒麟、高位の官の性質上、ここでは断りのない限り、死ぬ＝欠けるとして扱う。
十二国では麒麟が王を選ぶが、王が死んだ後すぐに麒麟が王たる人物を見つけられるとは限らない。また、失道によって麒麟が死んだため王が斃れた場合や、叛乱によって王とともに麒麟が討たれた場合などは、新たな麒麟が生まれ王の選定ができるまで待たねばならない。そのため、長期間に亘って王位が空くことがある。このような空白期間に備え、国権の継承順位が定まっている。
- 王が欠け、麒麟が欠けていない場合、麒麟と冢宰が協力して国を運営する。これと平行して、麒麟は王を探す。
- 王と麒麟が同時に欠けた場合、冢宰が仮王となり、仮朝を開いて空白期の国を運営する。

冢宰が何らかの理由で欠けている場合には、以下のようになる。
- 王と冢宰が欠け、麒麟が欠けていない場合、麒麟が新たに冢宰を任じ、麒麟と冢宰で国を運営する。
- 王も麒麟も冢宰も欠けている場合、慣例として六官の長である天官長が繰り上がって冢宰を兼務し、自動的に仮王に納まる。
- 王・麒麟・冢宰に加えて天官長も欠けている場合、六官三公の残りの人物の合議によりふさわしい人物を新たな冢宰として選び、その人物が自動的に仮王に納まる。

まとめると、王が欠けた後の国権の継承順位は、1麒麟、2冢宰、3天官長、4六官三公の合議、となる。実務的には、いかにして2の冢宰を決定するか、ということになる。王が死ぬと、次王が登極するまで御璽が印影を失い使用できなくなるため、白雉（王の崩御と同時に斃れる鳥）の足を切って、御璽の代わりとして使用するのが慣例である。
このシステムでは、4までの官吏が欠けた場合、空白期の国家の運営自体が不可能になる。2の冢宰以下は天の条理とは関係がないため、4までの官吏がすべて同時に欠けるのは、謀反や大規模災害の場合である。謀反の場合、乱の指導者が偽王として立つことで、天の定めた条理からは逸脱するが、空白期の国権の行使者が「問題なく」存在することになる。十二国の歴史を見ても、以下に述べる戴国の事例以外は、国権の保有者自体に空きが出たことはないとされている。

#### 戴国の事例
王や麒麟が「欠ける」という状態が、「死ぬ」を意味していない場合がある。すなわち王や麒麟が、幽閉や事故など何らかの理由で朝廷と連絡をとれないため、国権の担い手としてみれば欠けているが死んだわけではない場合である。
この場合、王や麒麟は存在しているにもかかわらず、国権を担えない。上の規則に従えば、「王も麒麟も欠けている」ため2以下に国権を移すべきところだが、御璽の効力が消えておらず白稚の足を使うことはできない。しかも王や麒麟が他者に御璽の使用を許可していないので、御璽も使えない。よって、天綱と慣例に従う限り、国権保有者が空白になってしまう。
戴国で上記の事例が起こった際は、文字通り国権が停止してしまう事態に陥った。その隙をついた将軍・阿選により国権を奪われたが、新しい王や麒麟は選べず、仙である阿選は天からの捌きとも死とも無縁であるため、通常の偽王以上に権力基盤は強くなっている。十二国の天の法と慣例の隙間を突いた形になる。

#### 芳国の事例
上記の戴における事例ほどではないが、芳国の国政も天の条理と慣習からは逸脱した体制をとっている。
芳国は現在先王に対して反乱を起こした時の盟主・月渓が統治しているが、この反乱は冢宰以下の支持を受けていたため、正当な国権保有者である王と麒麟を弑したものの、国権の正当な継承が可能であった。月渓も当初は、空白期の国権に関しては天の定めた順位に従うべきと考えており、自らが国権を継承することを渋っていたが、結局諸官に押される形で国権を担うことになった。
上に挙げた天の条理と慣習からすれば月渓は偽王であるが、本来なら正当な国権の継承者である人々の同意を得ており、彼らは月渓を仮王とみなしている。「六官三公の合議」で六官三公の外から仮王を選んだ形である。

## 王宮・朝廷

### 王宮
各国の王宮は、12人の初代の王達に天帝が下賜した建物に歴代の王達が増改築を繰り返したものとされ、凌雲山山頂の地形や外見の装飾などに差異はあるが大まかな構造はどの王宮も同じである。故に王宮の建物は手を加える事はあっても、王の威儀を保つ為もあって増築部分を含めて取り壊してはならないという暗黙の了解がある。延王・尚隆が登極直後に、国庫の足しにすべく使用していない建物を片っ端から取り壊して建材などを売り払った事があったが、この件は当時の雁国の国情故の例外と見なされており、後にも先にも王宮の建造物を取り壊したのはこの一件だけであるとされる。なお、王宮の御庫には歴代の王の御物や衣服、装身具が死蔵同然に保管されているが、これらも王の威儀を保つ為に処分してはならないとされている。
王や王宮に仕えるものが王宮の全ての建物や庭を把握している事は稀であり、昔の王が建てた四阿が後の王に庭ごと忘れ去られ、数代後の王に発見される、という事もある。府第には本来、よほどの事がない限り王は立ち入らない。
州城の宮殿は王宮よりは小規模だが、その構造は王宮とほぼ同じである。

#### 各国王宮の特徴
金波宮（慶）
高く屹立し層をなした峰の斜面や断崖に、あるいは中空に張り出すように楼閣が建っている。何代か前の王が建てた玻璃宮がある。宙に浮いた橋がある。
玄英宮（雁）
中央に険しい山を配した島のような地形の崖に無数の建物が配されている。峰に黒い屋根が続いている。尚隆が登極する前は金銀の輝く壮麗な宮城だったが、現在は華美なところがなく、『幽玄の宮』などと呼ばれる。山には奇岩が続き、岩肌には樹木が枝を張り出し、細い滝がいくつも見える。その山の崖に、まるで山を取り込んだ巨大な城のように建物を縦横に回廊が繋いで一つの建築物を構成している。
白圭宮（載）
湾を抱き込むようにして馬蹄形に広がる。大きな入り江に面して無数の建物がある。壁や柱、手すりに至るまでが白、屋根は蓬廬宮のそれよりも濃い紺。
驕王は煙水晶や紫水晶など5種類の水晶の庭を造ろうとしたが、彼の崩御により水晶の庭だけが完成した状態で他の庭の造営は中止された。驍宗が登極した際にはそれぞれの水晶の四阿が残っていた。
雨潦宮（漣）
重嶺山は鴻基山よりも起伏に乏しく、なだらかな広い山頂を持っており、そこに広がる王宮の建物は白圭宮よりも大きく、ゆったりと配置されていて、その間を冬でも豊かな緑が埋めている。建物はどれも開口部が多く、回廊や四阿は壁を持たないものが多い。複雑な幾何学模様を描く池のあちらこちらには橋が架かり、その周辺に四阿や露台が集まっている。
長閑宮（才）
丹塗りの柱に白い壁。窓には透き通った玻璃の板が入っており、扉の取っ手はことごとく金。床は細工彫りされた石を貼り詰め、その所々には色鮮やかな陶器の床石がはめこまれている。
清漢宮（奏）
山頂に蛇行して延びる。山の山頂というよりも雲海に浮かぶ大小の島で成り立っている。白い石で出来た建物の多くは島から溢れ、雲海上に張り出し、そこに同じく白い無数の橋や回廊が架かってそれをつなぎとめている。園林も水上にある。

#### 燕朝
凌雲山山頂にある王宮の区画の事を『燕朝』（えんちょう）といい、何重もの隔壁と門によっていくつかの区画に分かたれている。その区画は大きく分けて官吏が主に働く区画である外宮と、主に王とその家族の居住区画である内宮に分けられる。
燕朝には騎獣を入れる事を慣例として禁じている。王の賓客の衣服や装身具を迎える側の王宮が用意した物に召し替える習慣がある。
州城は王宮より規模が小さいが、似たような構造になっている。
外宮
掌客殿
賓客をもてなすための場所。外殿の西にある。射儀が行われる承天殿などがある西園がある。
府第
役所。朝堂の東に広がる。
三公府
三公の仕事場。仁重殿の近くにある。太師府などがある。
司法府
通常、刑獄において罪人の鞫問を行う際には、ここへ罪人を呼び出す。
司刑府
司法府とは別に存在する。
共有区画
外殿
内宮の終わり。本来は王はここより表には出ない事になっている。武器を携帯して入室できるのは王とその護衛官のみ。
正殿
朝議を行う所。玉座がある。
朝堂
正殿の手前にある。朝議前の官吏の控え室。左右に小部屋がある。
殿堂
来客を一旦留め置く所。
内殿
外宮の終わり。王が執務を行う所。これより奥には基本的に臣下は立ち入ることができない。最奥には書房がある。
左内府
冢宰府がある。
内宮
宙に浮いた橋などが存在する。
路寝
門卒と護衛の官以外、剣を携行しないのが慣例。内宮の手前の区画。
仁重殿
宰輔の居宮。護衛も剣を携行出来ない。
広徳殿
首都州の州庁。
正寝
王の居宮。金波宮では32も建物がある。本来臣下は入れず、重臣である高官でさえ無断で立ち入る事はできない。禁門からまっすぐに入れる。正殿は長楽殿。
燕寝
内宮の奥、つまり燕朝の最奥に位置する区画。王の家族の居住区画と祭祀のための場所。門卒と護衛の官以外、剣を携行しないのが慣例。後宮が中心であるため『後宮』と称される事もある。西宮以外は宰輔ですら気安く立ち入ることはできない。
後宮
王后寵妾のための建物。
北宮
王后が住まう。主殿は水陽殿。
小寝
主殿は典章殿。典章殿には王が直々に許可を下した王の側近や近親者しか入れない。西を通って北宮へ向かう途中に祖霊を祀っている祀殿がある。
東宮
王（州城では州侯）の親族の住まい。守りの厚い王宮の中でも最奥にある。身辺を警護する夏官が守るのは東宮門までで、門を守ってそれで良しとされるほど、王宮の奥深いところにある。王とそこに住むもの、身辺を整える天官を除いては誰も立ち入る事が出来ず、剣を持ち込むことは、住む人間を除いては王ですらできない。宮はそれぞれ独立しており、別個に門が築かれている。どの門にも門衛が控えており、夜間には門を閉ざして宿衛している。長明宮や嘉永宮がある。
長明殿
長明宮の主殿。王や州候の尊属が住まう場所。門殿で二名が不寝番を務める。禁軍左将軍が不寝番を努める事もある。
西宮
梧桐宮
鳳凰や白雉、鸞など五種の霊鳥が住む宮で構成される。
二声宮
白雉が住む。主である白雉と、その身の回りの世話をする小官が十名ほどの小さな宮。扉を開けるには大卜の許可が必要。
太廟
王が礼拝をする場所。
福寿殿
白州の中に路木がある。

### 朝廷
朝廷には上級官の官邸と府邸のある内朝、中級官の官邸と府邸がある治朝、下級官の官邸と府邸がある外朝がある。内朝は雲海の上にある。治朝は雲海の下にあり、ほぼ南面していて東西に大緯が貫く。外朝は凌雲山の中腹にある。
治朝
中央の最奥に路門がある。
夏官府
治朝の南西に広がる。四角く院子を囲むように並んだ堂屋が、高さを変えつつ縦横に連結されて広大な府第を形成している。射鳥氏は夏官府の一郭にある。
冬官府
治朝の西にある。中心となる府第を核に、大小の工舎が無数に周囲を取り囲んでいる。 工舎は冬官府に属する府署。府署の中心は匠舎で、匠舎は基本的に院子を囲んだ四つの堂屋からなる。それに隣接する形で規模は様々に工舎を擁す。ほとんどの場合、匠舎よりも工舎のほうが格段に大きいため、冬官府の府署を一般的に工舎と呼ぶ。
羅人府
羅人の仕事場。堯天山の羅人府の匠舎は断崖に断ち切られているため西の堂屋がない。

### 国府
宮城の入り口である皋門を入ると正面に即位式などの礼典が行われる巨大な広場を持つ正殿がある。広場は国府と正殿に挟まれた場所に位置する。国府には軍兵の管理、兵役の受付などを行う司右府がある。兵営、大学、学生や教師の寮、大学府は国府の周囲にある。宮城の二つ目の門である雉門（中門）が国府の終わり。国庫は3つ目の門（凌雲山の1〜2合目）の後ろにある。国庫と外朝の間に社稷と宗廟がある。

### 禁門
王宮には凌雲山にある五門とは別に、凌雲山の雲海に近い中腹の断崖の上に『禁門』がある。この門は王宮の正寝に王宮の外から直接出入りできる唯一の門であり、王と宰輔、及び王から特別な許可を受けた物しか出入りできない。禁門破りは死刑が慣例とされる。
禁門の外側は凌雲山の大きな岩の塊を平坦に削り取ったような体育館ほどの広さの岩棚しかない。そこには手摺がなく、滑り止めにか地面の白い石は深く細かい模様が彫りこまれている。そこに身の丈の倍はある一枚の白い石でできているらしい両開きの扉がある。門の向こうの長くない廊下を抜けると一旅が布陣できるほどの広さの広場がある。広場に隣り合う宿舎には兵卒や官吏が待機している。広場を抜けると、途中の踊り場で90度方向を変える、白い石の階段がある。この階段は段差は低いが見た目は長いのだが、呪が掛けられており、昇り降りをするといつの間にか終点に着いている感覚になる。階段の上には小さな広間の奥に鮮やかな浮き彫りを施した厚い木製の扉があり、これを抜けると路寝に入る。この門の脇には閽人などが出入りする閨門がある。禁門から路寝に入った所には白い石の手摺が設けられた露台があり、常時、一両（25人）の兵卒が待機している。露台を過ぎると正寝へと続く石畳がある。

### 朝議
朝議は原則として毎朝開かれ、天官府、地官府、春官府、夏官府、秋官府、冬官府、六官三公の順に官を日交代し7日間で1周する。
まず官は朝堂に整列して待つ。全員が揃うとその旨を告げる銅鑼が鳴らされるので、外殿へと向かう。一同が正殿に並ぶと、打ち方を変えた銅鑼の合図で珠簾が下ろされ、その向こう側に王が現れる。再度銅鑼がひと打ちされると、平伏した諸官の前で珠簾が上げられる。そして、顔を上げよと太宰の号令がかかり、膝をついたままその場に身体を起こす。その後、太宰の号令で三叩の礼が取られ、そして許されて立った冢宰が議事を読み上げる。
古来の儀礼に従えば、王は臣下に話しかけず、臣下も王には話しかけない。故に臣下は議題や進言を書状にしたため、これを陛下の侍従に渡し、王はこれを読んで返答を侍従に耳打ちし、それを侍従が臣下に語っていた。現在ではそんな風習を守っている国はないが、それでも今でも王はあまり直接臣下に語ったりはしないものである。
空位の際は仮王として冢宰が壇上に登って玉座に座る。王が玉座に着席するための儀礼は全て省略される。場所としての『玉座』とは王に限らず国を導く者が座る物である。

### 儀式・祭礼
即位式
王の即位を国の内外に知らせるための盛大な儀式。国府の正殿で執り行われ、国内外から賓客が招かれ、正殿前の広場には大勢の民が見物に訪れる。
王が選定されると、里祠に飛龍を描いた龍旗が揚がる。正式に登極すると黒地に力強く飛翔する昇龍、昇る日月星辰が描れた王旗が揚がる。即位式の日には途のあちこち建物の角々に王宮に吉事あることを示す幡が掲げられる。この幡には黒地に黄色で世界の開闢の際、天帝が王に与えたと言う伝説の桃の枝が描かれている。
王がかぶる冠は王が変わる度に新たに作られる。
国鎮めの儀式
王が即位してすぐに行われる儀式。これを行うと妖魔が出なくなるといわれている。
郊祀
王の祭礼のうち、最も要となる、冬至の祭礼。王が自ら郊外へ赴き、天を祀って国の鎮護を願う。

#### 射儀
鳥に見立てた陶製の的（陶鵲）を投げ上げ、これを射る儀式。夏官が執り行う。重要な儀の際に行われる『大射』と、宴席で催される『燕射』に分けられる。
天地開闢当初は本物の鵲を的に使用し、宰輔も臨席する事があったが、殺生を忌む宰輔には到底その場に臨席できないため、いつの頃のどの国からかは分からないが宰輔は射儀に臨席する事はなくなり、的に鵲ではなく陶板を用いるようになり、射落とした陶鵲の数だけ鳥を王宮の庭に放すようになったらしい（本物の鵲を射落としていた頃から鳥は庭に放たれていた）。なぜ農村でありふれた鳥である鵲を的にするのかの謂れは伝わっていない。ちなみに、鵲の鳴き声は喜びの前兆と言われている。
大射
即位式などの国家の重大な祭祀吉礼に際して催される射儀。宴席で催される燕射は単純に矢が当たった数を競って遊ぶという他愛ないものだが、大射はそれに比べて規模も違えば目的も違う。大射では、射損じることは不吉とされ、矢は必ず当たらねばならない。射手に技量が要求されることはもちろんだが、陶鵲のほうも当てやすいように作る。
陶鵲
射儀の的に使われる陶板。当初は陶製の円形や四角い板に、細かい意匠に囲まれた鵲が描かれた素朴な物だったが、滞空時間などの改良を加えていく内に次第に貴金属や宝石の象嵌が施されたりするなど手の込んだ造りになっていき、現在では必ずしも鳥や板状の形をしている訳ではなく、材質も陶製とは限らない。投鵲機から射出される。
大射に使用される物は単なる弓矢の的ではなく、それ自体が鑑賞に堪え、 さらには美しく複雑に飛び、射抜かれれば美しい音を立てて華やかに砕けるよう技巧の限りを尽くし、 果ては砕ける音を使って楽を奏でることまでがなされる。調律や重石をかねて香料を入れる事もする。

## 民の生活
十二国世界では電気やガスが使われている形跡は無い。化石燃料が見当たらないせいか蒸気機関や内燃機関は無いようで、文明レベルは産業革命以前である。庶民の移動手段はもっぱら徒歩で、余裕がある者は馬を使う。
建物は総じて中国風だが、煉瓦造りの建物の中には洋館を思わせる物もあり、雁には和風建築も存在する。

### 財産
民は数え年二十歳（満18歳）の元旦に戸籍に正丁の印が付き、国から一夫の土地（8000歩の公田と、50歩の盧家と200歩の畑）の給田と冬に住むための里の家を与えられ、それを元手に生活をしている。給田が数え年で行われるのは役所の仕事と夫役の都合上である。これを以って成人とみなされ、納税の義務を負う。どこの土地の給田を受けるかは受ける側から見ると運頼みである。これら国から与えられた財産の処分は事実上自由である。そのため、大抵の場合は家を売り払ってしまうか、夏の間は商人に貸し出している。場合によっては廬１つが一人の人物の所有物になっていることがある。但し、購入する際は地元の人が優先的に買える様に、地元以外の人が買おうとすると割高な値段になるようになっている。
国から与えられる土地を公地、許可を得て自分で開墾した土地を自地という。
個人の財産は60歳になるか死亡すると国に返納（納室）する事になっている。ただし、年齢による納室は任意であり、配偶者がいる場合は自ら稼いだ分は配偶者に相続させる事が出来る。子供は親の財産を相続出来ないが、褒賞や給与等と称して生前分与されることが多く、納室制度は事実上形骸化している模様。
所属する里を出てから7年経つと客死したものとみなされ旌券と共に財産を没収される。但し、本人が正規の旌券を持ってどこかの府城に駆け込めば元に戻してくれる可能性がある。
給田制度がある為、個人の貧富は各個人の甲斐性に拠るもの、と見做される。

### 廬と里
民が夏に国から貰った給田で働く場所が廬である。廬は八家で一廬を構成しており、八家の土地と一夫の共有地が井田法にしたがって存在する。畑の周囲には果樹が植えてある。民は夏場は廬の廬家に住んで働き、冬は里で生活をする。街道沿いの廬には、食べ物を売る家もある。
民が農閑期を過ごすのが里である。

### 婚姻
婚姻は成人にならないと出来ない。婚姻すればどちらかがどちらかの籍に入る。本人たちの姓は変わらないが、戸籍がどちらかの下に統合される。子供は必ずその統合された戸籍にある姓を継ぐ。
十二国世界の人々は血筋に対する執着が薄いため、婚姻には子供を望むか否か以外の意義を見出されず、故に頻繁に離縁しては婚姻し、他人の子供でも嫌がらずに育てる。むしろ子連れの再婚は歓迎され、子供は卵果と言う形で天から賜ると言う考えから子供が多ければ多いほど親の資格があったのだから出来た人物だろう、と喜ばれる。子供が欲しくない場合は籍を入れない野合という選択をする場合も多い。
婚姻すると戸籍が配偶者と統一され、それに伴い土地も移動し、移動した後に離婚しても元居た土地に戻らなくていいことから、許配とよばれる結婚相手（多くの場合は離婚が前提）を紹介する職業がある。

### 家の構造
人が住む建物の基本構造は一明二暗、つまり、開放型の部屋である4畳半ほどの起居の両側に、閉塞した3畳ほどの臥室が一つずつ附属された構造になっている。大きな家では臥室同士をつなげて四合院の構造を取る。
大きな家では、一方の臥室には牀榻を置いて臥室にし、もう一方の臥室には寝台と椅子を兼ねた榻を置き、書卓や棚を置いて、基本的には書斎のような個室として使用する。
起居の入り口には細かく折りたためる折戸があり、折戸は間口いっぱいまで開くことが出来るのが普通である。気候がいい季節は戸を全開にして目隠しのために衝立を置く。折戸は眠る時など、他人に入室を遠慮してもらいたい事情がある時でなければ、どんなに寒くても少しなりとも開けておくのが礼儀である。
盧家には基本構造に6畳ほどの土間の厨房が付く。遠甫曰く2LDK。
冬に寒い場所にある地域で経済的に余裕がある家は炕（オンドルやペチカ）を設置する。

### 衣服
十二国世界では布は決して安くは無く、重ね着は富裕と高貴の証である。富裕なものが着るものほど身丈も袖丈も長く、ゆったりとしている。そのため、服装でその人の経済状態や身分が分かってしまう。十二国世界では男性の上着の正式名称を『袍』（ほう）と言うが、有位の者が着る裾が長くゆったりとした服を無位の者は『長袍』と呼び、逆に無位の者が着る着丈が短い服を有位の者が『袍子』と呼ぶほど、着る物に格差がある。ちなみに、六太が蓬莱から持ち帰った洋服は雁国の女官曰く「花売（物乞い）の着るボロ」だそうである。
衫（さん：薄い着物）の上に男性は袍と袴（こ：ズボン）を着用し、女性は襦（じゅ：ブラウスのようなもの）の上から更に重ね着をして裙（くん：巻きスカートのようなもの）を着用する。高位の者はその肩に披巾（ひれ）を掛け、腰に佩玉をつける事もある。
絹は市井の人が考えるよりは実は安価だが贅沢品である。寒冷地の市井では毛織物が用いられる。
大裘（だいきゅう）
王の第一礼装。玄の袞（ころも）に玄の冠、薄赤色の裳、朱の膝掛けと赤い鞜。章は最高位を表す十二。袞には豪奢な龍の刺繍がある。
朝服
官吏の平素の服。

### 単位
十二国世界では体尺貫が用いられている。故に体の大きい人の一尺と小さい人の一尺は長さが違う。
長さ
一寸＝指一本の幅。
一尺＝両手を並べた横幅＝十寸。
一丈＝身の丈
一跬＝片足を踏み出した歩幅。
一歩＝二跬≒135cm
一里＝300歩
面積
一歩＝一歩四方
一畝（いちぼう）＝100歩
一夫＝100畝＝百歩四方
一井＝九夫＝一里四方
体積
一升＝両手でものをすくっただけの量

### 金銭
一般に使われる通貨は硬貨で単位は銭。丸いものと四角いものが何種類かあり四角の方が額面が上である。高額通貨として銀貨や金貨があり単位は両。紙幣は存在しないが為替があるため、大金を持ち運ぶ時にかさばる心配は無い。銀貨一枚の値は五両で、これは珠晶が昇山した時代の恭の小役人のひと月の実入りに当たる。
金銭を界身から引き落とす為には、その界身が属する座の落款が必要になる。落款の裏には界身にしか読めない独自の文字で発行した界身と引き出し限度額が書かれている。

### 宿屋
十二国世界の宿屋は大抵の場合食堂と兼業になっており、入るとまず料理の注文を聞かれるのが常である。小さな店だと通りに面して食事を出す店がある。宿で無料のサービスは井戸を使わせてもらうことぐらいで、風呂を使うのにもお茶を頼むのにも料金がいる。雁の宿だと、共同のサウナのような風呂がある。通りから離れるほど料金が安くなり、宿の建物は上の階に行くほど天井が低くなるので下の階の園林に面している部屋が一番いい部屋である。また土間に低い臥牀で宿泊客が雑居する最低の宿以外は、建物の形式上、臥室は必ず二つあり、鍵は起居ではなくそれぞれの臥室に付いているため、宿には半房という制度がある。一人で宿泊する客のうち、一房を借り切る余裕のない客が相部屋になる制度で、宿屋が満室の場合に半房を勧められる事もある。料金は後払いが普通で、大金を持ち歩くのを嫌う旅人は支払いを為替か物品で支払うことが多い。そのため、大きな宿屋では必ず装身具を換金する店が入ってる。
宿は宿でも、柱や梁、窓枠まで緑から青にかけての色で塗装され、瓦が赤い建物は女郎宿（青楼）である。十二国世界でも女郎宿は倫理的に喜ばれた商売ではないようだ。

### 死生観
市井に伝わる伝承によると、里木に帯を結んで祈ると催生玄君が名簿を作って西王母に提出する。それを天帝に諮り、親に相応しい者を選び、西王母が女神に卵果作りを命じ、送生玄君が子供の元をこねて卵果にし、送子玄君が里木に運んで卵果が実る、と言われている。子供の魂は夜になると体から抜け出して五山に行って天帝に親の所行を報告し、天帝はそれを元に親の寿命を決める、と言われている。
死者は多くの国では、この世界の人々が卵から生まれるため、丸い素焼きの棺に納められる。仏教が伝わっている芳、雁、漣、奏では火葬だが、それ以外の国では土葬である。死者は普通、子、孫、兄弟、親など、家族が引き取る。たとえ遠く離れていても、知らせを受けて駆けつけ、死者を受け取って連れ帰り、自分の土地の片隅に葬って祀る。塚を作り、墓標の代わりに白く塗った梓を植え、裕福な者は祠を置き、物品を備え供養し、季節季節には紙で作った衣類を供える。冢堂はおおむね、ひどく殺風景な建物で祠廟らしい構えはなく、冢堂の建物だけがぽつんとあり、その建物も風雨を防ぐための壁がかろうじてあるだけで、扉さえない所に死者を祀る祭壇がある。閑地に葬られるのはこの里で客死したものなので、その祭壇には満足な供養もない。閑地の墓地は本来、家族の迎えを待つ間に仮に埋葬されるべき場所である。しかし、家族がよほどの遠方にいるのでなければ、殯を延長して少しでも埋葬を待つ。結局のところ、迎えに来る者を持たない寂しい者が、客死として閑地に埋葬される。旅の途中で斃れた者だけでなく、引き取る家族を持たない者、家族があっても迎えに来る余裕がない、あるいは迎えに来るほどの敬愛を得られない者、または一家が一時に死んでしまったり、浮民であって迎えてくれる家族はあれども葬るべき土地を持たない者も客死の扱いとなる。閑地に埋葬されたまま迎えの来ない死者は、七年で棺ごと掘り上げられ、冢堂で墓士に棺ごと骨を砕かれる。砕いた骨は府第の宗廟に納められる。
死者の魂の行方は諸説あり、蓬莱に言って仙人になる、蓬山の中にある蒿里山に飛んで天の決済を受け悪行善行に応じて神々の世界（玉京）で官位を得る、人間に生まれ変わる、等がある。

### 物品

#### 植物
荊柏(けいはく)
茨のような植物。荒地でも放任したままよく育ち、春から秋までの長い間、季節を問わず白い花をつける。花は落ちて鶉の卵ほどの実を結ぶ。この実を乾燥させると火持ちが良い炭の代わりになる。元は黄海のみに生息する植物で、驍宗が路木に願い、戴でも育つ荊柏を得た。故に民からは「鴻基におられた尊い方が 恵んでくれた慈しみ」という意味で誰とも無く『鴻慈』(こうじ)と呼ぶようになった。驍宗失踪後、国の安寧を願う民が祠廟に手向けるようになり、沢山の荊柏が祠廟に納められていると言う。
青条
山毛欅の石化病の薬となる植物。白条に似た、蘭のような花で、鈴のような花心や控え目に反り返った花弁の付け根は緑がかった白だが、花弁の先は美しい青に色づいている。 白条よりも葉がいくぶん肉厚なことと、花が澄んだ青色をしていることだけが違う。直射日光を嫌い、樹齢百年を超えた古木の、山毛欅のような樹皮の剥がれにくい樹木の腐食した部分に生育し、摘み取るとすぐに枯れるため、人の手による育成が困難である。
白条
薬にする蘭のような植物。日当たりが良く、渓流沿いの岸辺など、水の豊富な土に生える。

#### 鉱物
満甕石(まんおうせき)
黄海で採れる真っ白な石。甕いっぱいの汚水を清水にかえることができる。使い終わると黒緑色に変色し、二度は使えない。

#### 食料
百稼(ひゃっか)
黄朱の主食。さまざまな穀物を煎ったものを、ごく細かく挽いたもの。水を加えて煮ると六倍ほどに増える。これだけで生きていけると言われるのが名前の由来。味はよくないらしい。

### 余談
- 十二国世界では黒は慶事、白は凶事に使われる色である。
- 泰麒が聞いた所によると、十二国世界では祝い事に花を贈る習慣があまり無いらしい。
- 十二国世界の鏡は蓬莱（日本）のよりも映りが悪い。

## 街の構造
街の外側を囲む壁を隔壁と言い、街の区画を区切る壁を城壁と言う。妖魔は隔壁を飛び越えることができるため、隔壁は専ら戦火や獣を避けるために存在する。街が拡張された際に取り壊された隔壁の一部を城壁に転用するケースがある。
どの街も多少の変形はあるものの基本的には方形である。ただし、門の外の倉庫街などが発展して隔壁から膨らんだ市街地が形成され、大元の街と違う名が付く事が大きな街ではみかけられる。

### 里
里は百歩四方で、四ｍ近くもありそうな高さの隔壁で囲まれ、その内側を環途が一周している。門は日の出と共に開き、日没と共に鳴らされる太鼓がなり終わると閉まる。周囲は火災避けなどの為の閑地に囲まれている。どんな里でも、南に街道が接し、北東には公共墓地がある。多くの墓地には囲墻（かこい）がない。里の北に里府と里祠、里家が並び、その前を東西に広い大緯が、里祠から里閭（門）までまっすぐ南北に長さ100mほどの大経が貫いている。
- 里府：府第（役所）と小学
- 社：里木を祀る里祠（りし）、土地神と五穀神を祀る社稷（しゃしょく）、祖霊を祀る宗廟がある。信仰の対象が里木に集中している為、社全体の事を里祠と呼ぶ事が多い。
- 里家（りけ）：養い手がいない子供と、給田を返納した60歳以上の人が共同生活している場所。里家の他に、冬に戻ってきた人々が昼間集まり細工物をこしらえたり布を織ったり夜には酒を酌み交わしたりする里会と、里家の人あるいは里の人の客人が泊まる客庁がある。客庁には園林（庭園）が付随している。

### 街
府城がある県以上の街では隔壁に十二支に基づいた門がある。但し、首都と州都は子門が無く凌雲山に接しており、四令門がある街では四令門に接した2つの門が欠け、そこに巨大で頑丈な門（雁では未門・申門の代わりに人門、恭では辰門・巳門の代わりに地門）が作られている。東西の門を大緯、南北の門を大経が結び、街の中央に府城がある。隔壁の内側を外環途、府城の周りを内環途が巡っている。昔は北に市井を作り、西が東より格式があったが、今ではだいたい南が市井で、西より東が格式が高い。但し、古い街では昔通りの格式になっている所も残っている。里は本来街の中心であるはずなのだが、街が大きくなるにつれて北東へ追いやられる傾向があり、中には北東の隔壁が瘤のように膨らんだ形で里が存在し、本来は里閭しかない門とは別に南西に門を設けて辛うじて街と繋がっている里もある。
大きな街ならたいてい相当の厚みがある隔壁を持ち、上は歩墻になっている。矢を放つ凸凹のある女墻を巡らせ、あちこちに馬面と呼ばれる突出部が作られる。多少の変形はあれどおおむね方形で、高さは特に理由のない限り一定である。門には門扉が門道に刻まれた溝に埋まっていて、滑車によって上下して開閉する懸門があり、門闕には大小の三門扉がある。
内環途と府城の間には東西南北に四神の名を冠した4つの門がある城壁があり、南の朱雀門を正門とも呼ぶ。その門の内側に内城がある。府城には凶作に備えた義倉（備蓄。場所によっては燃料も貯蔵している。）がある。府城には壕（からほり）がめぐらされ、門橋が渡されている。歩墻の要所には敵楼（つめしょ）という小さな石造りの建物がある。城壁の内外には突出した石壁に転射（まど）を設け、歩墻の左右に対しては厚い壁を築いて重い扉を設け、有事の際にはここから城壁の内外を見張り、敵へ射撃を行い、あるいは扉を閉ざして歩墻をここで分断する。門の内側にはさらに中門があり、その内側は内城と呼ばれる。普通、内城の入り口である中門は簡素なもので、内城を取り巻く囲墻（かこい）も、民家の墻壁よりも高く厚い程度でしかない。

#### 国境の街
鳥羽口がある街は細長い1つの街の中央（国境）を高い壁と門闕で区切った形になっている。国境を示す壁と門闕を境に、街の名前は同じだが行政区が変わるため、外から見ると一つの街に見えても、中に入るとお互いの国の国情の差が如実に見えてくる。

#### 四令門がある街
四令門がある街は黄海の出入り口にあるが故に妖魔対策がとられている。妖魔の来襲を告げる鉦を持つ坐候楼（見張り場）は他の街の10倍あり、建物はすべて石造りで屋根瓦には銅を張り、建物の開口部や窓は小さく作られ多くの窓は鉄格子が嵌められ、戸には縦横に鉄が打ち付けてある。空に向かって開かれた院子は存在しない。通常は建物を建てない広途（大通り）の交差点には道に面して鉄の門扉が設けられた『途城』というシェルターが道幅いっぱいに建てられ、隔壁や城壁の突出部と合わせて妖魔から身を隠すために使われる。四令門に面した門は黄海に向けて開く門であり、年に一度扉を開く四令門から、かつて黄海に棲む妖魔が溢れ出して来た名残で街のどの門よりも高く厚い門である。この門の脇の郭壁に密着するようにして犬狼真君の祠廟が建てられている。普通の祠廟とは違い門も院子もなく横長く、祠廟では普通は複数の像があるのに対し犬狼真君の像だけが祀られている。

## 教育機関
小学（しょうがく）
里に一つ。里家に付設されている。主に読み書きと算数を教える。義務教育で数えの七歳、満の五歳から通うことになっているが、何歳までとは決められていないので大人も行き、大人に抱かれて乳飲み子も行く。農閑期に開かれるため春から秋にかけては閉まってしまう。四方山話を少しは実のある話にしようと言った程度の場所。上の学校へ行くには長である閭胥の選挙が必要。
序学（じょがく）
県に一つ。
庠学（しょうがく）
郷に一つ。郷都にある。上庠への推挙者を上士 (じょうし)と言う。ここから上に上がろうとする頃から塾通いや家庭教師が必要になる。
上庠（じょうしょう）
郡に一つ。少学への推挙者を選士 (せんし)と言う。
少学（しょうがく）
州に一つ。州都に有る。基本的に戸籍のある州の少学にしか行けない。卒業すればちょっとした地方官になれ、ほとんどの卒業生が官吏になる。首席を決める際に成績が同じ場合、弓射で競うため、試験前の学生は弓射を練習するという。
大学（だいがく）
国に一つ。首都にある。アニメ版では王宮がある凌雲山の北面に寮と一緒にへばりつくように存在している。国内から100人から300人程度しか学生は選抜されない。国中の精鋭が集まる最高学府であり、国の威儀に直結した国官養成機関と言える。 出れば普通そのまま国府に入り、無条件に国官の下士に登用されるのが慣例。そのため、官吏の教養とされる馬術と弓射は必修科目。入学するには少学の学頭かそれに匹敵する人物の推挙が必要で、成績だけでなく品格や人格も問われる。一度や二度試験を受けたぐらいでは入学できず、三十、四十になってからやっと入学する者も多い。入学する年齢も、卒業する年齢も決められてはいないので学生の年齢も二十代〜四十代と幅広い。そのため、学生には既婚者も多く、配偶者の稼ぎに頼って生活や勉学をしている者もいる。卒業には普通でも最低4年以上掛かり、卒業するためには、定められた教科でそれぞれの教師から允許（いんきょ、単位のこと）を貰わねばならない。三年間一つも允許を貰えなければ除籍になってしまう。その三年目が来る前に自主的に辞めていく者が多いのは、その方が外部への通りが良く、大学へ行った経歴をよすがに職を探すことができるし、復学の道も残されているためである。允許をいくつか貰えたとしても、卒業にはかなりの才覚と資金が必要なため、留まっているうちに学資が尽きて辞めていく者も多い。十二月と一月は春の長期休業。
雁の大学では『首席入学者と、成人する前に入学した人は卒業できない』というジンクスがある。この両者は目的を持って学問をしている訳でなく学問そのものを目的にしている者が多いため、大学入学と共に目標を失い落ちこぼれる者が多いからだという。
それぞれの学校は上級の学校に行くための準備をする場所ではない。その教育水準は上級校に合格できるだけの学力を得るのには足りないため、その差は私塾に通ったり家庭教師に学んだりして学生が自力で埋めなくてはならない。
上記の公立学校以外にも、以下のような教育機関がある。
庠序 (しょうじょ)
雁にのみ存在する、処世などを教えている場所。庠学とは別の学校。郷にある。
少塾（しょうじゅく）
識者が開いた学塾。上の学校へ行くための学力を補う塾。雁では選士になれば塾費を国が補ってくれたり、公立のものもあり、元は私立だったのが公立になったものもある。
義塾（ぎじゅく）
識者が道を説く塾。

## 国情
各国の平時の人口は三百万人とされている。
覿面の罪の存在や、各国間にかなりの距離があり移動に時間が掛かること、「自分の事は原則として自分でなんとかするべき」という十二国世界の人間の多くが持っている価値観などから、各国の王宮同士は自国にとって必要と思う付き合いしかしておらず、十二国世界には公的な国際組織や国際的な互助機構、大使館などの在外公館が存在しない。複数の国が団結して一つの物事に取り組んだ事も泰麒捜索以前には無かったとされる。
王や麒麟については十二国記の登場人物も参照。

### 慶東国
首都は瑛州の堯天、王宮は金波宮。景王は赤子、麒麟は景麒。崇山を中心に花びらのような形に配置された十二国の内、慶東国はその中央より真東（3時方向）をその領地とする。気候は日本に近く穏やかだが冬はやや寒さが厳しく、雁国との国境近くでは雪が降る。北部は山地が多く耕作地に恵まれていない。夏は乾いた気候で、夏の終わりは秋の雨を予感させる蒸し暑さになり秋の初めに長雨が降ることが多い。夏が暑いため、貧しさもあって家の壁は薄く、民の多くは窓にガラスを入れることをせず、毎年、数名の凍死者が出ると言う。特産物と言えば白端の茶（団茶）ぐらいしかなく、大きな鉱山や他国に輸出できる物は無く、資源的にはあまり恵まれていない。大陸の東端にあたる為、虚海から流れ着く海客が最も多いとされている。
貧しさもあって橋が少なく、渡し場が設けられない峡谷には橋があるが、渓谷に掛かる橋はみな吊橋で入り口で荷物を積み替える必要があり、しかも峡谷の幅が広いと吊橋すら掛けられず旅人は遠大な距離を迂回しなくてはならない。雁との鳥羽口が虚海寄りの街である厳頭1つだけしかなく、虚海側のまともな港が北東にある和州の呉渡にしかないため、北方と虚海からの荷は全て和州の州都・明郭を経由しないと瑛州に行けない。
麦州は青海航路の拠点を持つ。麦州の支松（古称は支錦）は飛仙・老松を輩出した自負があり、松塾を筆頭に政が天道に反していると見るとすぐにそれを糾弾する義人・侠客を輩出する地として知られている。
現在は物語の主人公・中嶋陽子が王となっている。現在の元号『赤楽』は陽子の字の『赤子』と楽俊の名を取った物である。
昔、達王が300年間善政を布いたが、その後は短命な王が続き、特に陽子の登極直前は3代続いて無能な女王が即位し、そのうち最後の予王舒覚の治世はわずか6年で、しかもこの3代の間は空位の時代の方が長く、更に予王崩御後はその妹の舒栄が偽王となっていた。そのため「慶は女王に恵まれない」と言われ、陽子が即位した当初は官や民から不安の声が上がっていた。したがって達王崩御以来、王の統制が緩んだことで官の腐敗が横行する状況に陥り、国内の状態は悪化の一途をたどっていた。しかし陽子の登極から3年を経て国内体制も再建され、現在では雁国を始め国外に難民として避難していた人々も戻りつつある。とは言え、まだ復興の緒に就いたばかりである。

### 雁州国
首都は靖州の関弓、王宮は玄英宮。延王は尚隆、麒麟は延麒六太。王も麒麟も胎果で治世は500年に及び、現在北方で最も豊かな国。国土は崇山から1時半の方向、慶東国の北西に隣接する。主な産業は農業、商業。船舶や建造物の建造技術も高く、そのために必要な計測資材の関係で範西国とも関係が深い。関弓は関弓山の麓に盛り上がったなだらかな丘陵地帯に弧を描いて広がり、元はさほど大きくはなかったが、この500年で巨大な街に変貌した。黒海沿岸に元州が、それと隣接して柳国との国境に光州が、青海と艮海門近辺の黒海に貞州がある。関弓近郊から元州にかけて漉水という河が流れており、元州の中央部からやや黒海寄りに元州の州都・頑朴が漉水に南以外の三方を囲まれて存在する。元州には繰り返される漉水の氾濫が作った肥沃な平野が広がる。
資源的には慶と同じく恵まれておらず、更に慶よりも北方に位置する為、寒さが厳しい。夏は黒海から冷たく乾いた風が吹くため寒涼で雨が少ない。夏から秋にかけては風が弱まるためふわふわと暖かい秋が長く続き、秋の終わりの長雨が終わると乾ききった条風がやってきていきなり寒くなる。そのため、植物の繁茂には適さない気候。秋の雨季は黒海近辺ではあまり降らないが、漉水上流では豪雨が降る。国民の収入の大半は土地から収穫物であり、楽俊曰く「小麦を作って牛を飼って終わり」。
先代の梟王がその王朝末期に暴虐の限りを尽くし、さらに次代の麒麟が王を選べないまま崩御したために王の不在が長く、500年前に尚隆が登極した時の雁はわずか30万足らず（通常の1/10以下）の人民しか残っていなかった。まさに凌雲山すら折れようかというほどのその荒廃ぶりは「折山」と呼ばれた。
現在は、十二国屈指の国力を誇り、この繁栄により尚隆は宗王と共に稀代の名君と称されるに至るが、他人の10倍は我慢強く、かつ有能な官吏たちの奮闘のおかげでもある。奏国の宗王一家も、麒麟以外に身内を持たない身で500年治世を行ってきた尚隆を賞賛しつつ、型破りな王と麒麟に振り回されながらも国をしっかり支え続けてきた官吏たちの能力を認めている。本来は貴人しか乗れない馳車（専業業者が運営する旅客専用の堅牢な馬車）を普通の人が使い、他国では一般的な農民が副業でやる乗合馬車や安宿などが存在しない程、平均的な国民の生活水準は高く、貧乏人や旅人には金銭的に厳しい国。北方で唯一安定した国であるために当てにされて難民が増加の傾向にあり、近隣諸国からの難民対策が大きな課題となっている。
十二国で唯一、妖魔を敵対生物としない法を制定し、家畜などにも妖魔の名を連ねている。また、半獣や海客に対しても最も差別の少ない国として知られている。

### 戴極国
首都は瑞州の鴻基、王宮は白圭宮。泰王は乍驍宗、麒麟は泰麒蒿里。北東の最も寒い国で年の半分近くは雪に閉ざされ、冬は晴れ間が数日しかない。夏でも羅衫を着ないほど寒冷な気候。玉を産出するが、驕王時代の乱掘と、現在の国土の荒廃が原因で枯渇している模様。国民性は鉱夫気質で、気性が激しく喧嘩っ早いとされる。鉱山の権益を取り仕切る土匪（ごろつき）による暴動がよく起こる。
先王崩御から10年も麒麟の不在で昇山すら出来ない状態が続いていた。その上、驍宗の治世下でようやく復興が始まった矢先に王と麒麟が行方不明となり、更に驍宗が任命した重臣のほとんどが行方不明となり、国内体制は崩壊する。
現在、実質的な支配者として"偽王"阿選が統治している形を取っているが、反阿選勢力の弾圧以外は妖魔が跳梁跋扈するに任せた放任状態が続いており、厳しい気象環境と相まって民の疲弊は激しい。凰による他国の王宮からの問い掛けに対しての返答はなく、既に妖魔によって国外との連絡は途絶し、難民の国外脱出は不可能になっており、通常の王不在時と比べても妖魔の跳梁や国内の荒廃は不自然なほど酷い。李斎の言によると、当初優勢だった反阿選勢力は突然の寝返り者が続出して四分五裂の末に壊滅した。この突然の反乱と王の失踪、不可解な内部崩壊、それに続く速すぎる荒廃には何らかの異常な力が介在していると推測されている。
現在も泰王は消息不明のままだが、決死の脱出行を成功させた李斎の懇願を受け、景王陽子の提案で各国が協力して蓬莱と崑崙を捜索、ついに泰麒を発見し連れ戻すことに成功した。
一度国氏が変わっていることが作中で明言されている（経緯は覿面の罪を参照）。

### 恭州国
首都は緯州の連檣（れんしょう）、王宮は霜楓宮。供王は珠晶、麒麟は供麒。治世90年ほど。主な産業は林業など。黄海の北西部にある令乾門を飛び地として所有している。首都の連檣はその名の通り、連檣山が連檣の周りを弧を描くように抱き込み帆柱のように並び立っている北へ向けての上り坂の街である。
先王崩御後27年間にわたって王不在による荒廃が進んでいたが、新王珠晶の下で国内の復興はほぼ目処が付き、現在は比較的安定している。そのため近年は王不在となっている芳国を支援したり、亡国の兆しを見せ始めた柳国に備え始めるなど近隣に目を向け始めているが、奏や雁などの大国はもちろん、隣国範と比べても国力はまだまだ弱い。珠晶は昇山の途中で、国王になったら恭全体を乾の街のような「妖魔に対する防備を備えた国」にして次の王不在期間に備える、更にそれは王がいる間でなければ出来ない、と語っていた。
延王尚隆によれば、慶とは逆に過去に途方もなく長く在位した女王がいたため女王に対しては好意的で、むしろ新王が男だと民はがっかりするほどである。

### 漣極国
首都は重嶺、王宮は雨潦宮。現在の廉王は 鴨 世卓、麒麟は廉麟。南西に位置し、最も暖かい国。廉王は農民出身で「万民は健康に暮らすこと」と初勅を出した。本人の弁によると「国王はお役目、農夫が仕事」という認識らしい。泰麒は一度この国を訪問している。
泰麒が訪問した際には国の中央部で謀反があった事が語られており、安定した状態とは言えないが、その後、泰麒捜索の際には廉麟が長期にわたって国を空けている。

### 才州国
首都は節州の揖寧、王宮は長閑宮。采王 黄姑、麒麟は采麟 揺籃。治世12年ほど。
現王は采麟にとって2人目の王。先代の梧王砥尚は、腐敗した王朝を刷新し理想の国を作り上げようと政務に挑んだ。しかし、実務経験が乏しく、また理想に高くはあったものの、その理想が真に国政を考え抜いた上で打ち立てられた物であったかどうかなど、国を担っていく上で本当の意味での信念と実行力が欠けていた。結果、砥尚の政策の多くは失敗に終り、王に明らかな非道はなかったものの国土は荒れ続け、王朝末期には采麟は失道。ついに王が禅譲して二十年余りで王朝が斃れる悲劇へと至った。
現王の黄姑は、この前王砥尚の叔母にあたる人物である。王朝の交代時に奏国の支援を受けており、その縁で奏国と誼を結んでいる。
国氏が一度は変わったことが明示されている（詳細は覿面の罪を参照）。

### 奏南国
首都は隆洽、王宮は清漢宮。宗王は櫨先新、麒麟は宗麟・昭彰。治世は600年に及び、あと80年程で史上最長の王朝となる。宗王によると、雁に比べ官が「のんびり」しているとの事。先新は登極前の宿屋時代から家族での合議制を取っており今でもそれを継続しているため、昭彰を加えた先新の一家まとめてが宗王と呼べる状態であり、政治の中心が他所とは違い後宮の典章殿となっている。国を挙げて大綱にない特別の事業を起こす際には、必ず一家の誰かを首長として据える。
国情が安定しているだけでなく、十二国全体を視野に入れた政策を採っている数少ない国。例えば、遠く離れた北方の柳国に亡国の兆しを見出すと、柳の隣国恭への具体的な支援策を考えたり、雁の負担を軽減するため巧北部の難民を船を使って奏に導く策を考えるなど、常に近い将来に起こり得る事象に対して十二国全体のバランスを考えた準備をしている。
十二国の中で入院制度を最初に取り入れた国。医療大国としても知られている。全土に荒民、浮民のための救済施設である保翠院がある。
赤海産の真珠が特産品。

### 柳北国
首都は朔州の芝草、王宮は芬華宮。劉王は助露峰、麒麟は劉麒。著名な法治国家であり、芳極国の先王である仲韃もこの国を範として法を整備したが、芳とは異なり民を直接取り締まる法律よりも、むしろ法が公正・厳格に施行されることを目的とした体制整備に重点が置かれていた。この体制が功を奏して、厳正な法治体制の下で安定した治世が120年間程続いていた。
しかし最近ではこれまでの法治体制を自ら崩すような政策が続き、地方にいくと公然と賄賂を要求する官吏が現れている。王と麒麟が健在で且つ法治体制の破綻も顕在化していない段階であるが、天候不順や虚海沿岸に妖魔が出没し始めるなど荒廃の兆しが現れ、政が荒れる前に国が荒れて沈もうとしており、巧国や戴国と同じように何か通常とは異なる事態が発生しているのではないかと危惧されている。国が傾きだしてからは犯罪件数が少しずつ増えており、国民の多くはこれを以って国の治安が悪くなったと不満の声を上げているが、それでもなお他国や劉王即位前と比べると犯罪件数は少ない。
主要な産業は林業と石材。鉱山や玉泉もある。石材が豊富なため、それを利用した地下室を持つ家が多く、地下室同士をつなげて地下街にしている街があり（天井（てんせい）という吹き抜けから明かりと空気を確保するため、雨が多い北東部では地下室は少ない）、地下街の方が地上より気温が安定していて風雪や妖魔の来襲を凌げるため地上より地下の方が賑やか。そのため、この国では建物に掛かる税金は地下室の広さで決められる。地下室で商売をすると更に税金を取られる。北東部以外では雨が少なく、いい茛が少ない。麦の出来は悪い。
現在の平均的な市民のひと月の収入は約五両。窃盗は原則として杖刑百打に徒刑九十日ほど。黥面を復活させる際に代わりとして大辟を禁じた。

### 範西国
氾王は呉藍滌、麒麟は氾麟・梨雪。治世はおよそ300年、この頃に斃れる王は多いが利広によれば特に問題なく先に進みそうだという。国土は慶からちょうど黄海を挟んで反対の位置にある。計測器具や芸術品などの細工物や船の梶などの細かい物を作る技術に秀でた、いわば技術立国。
他国から原材料を仕入れて、国内で加工して輸出するという国柄から、関連国の情勢には常に注意を払っている（泰麒捜索の際に、玉の産地でもある戴国の実情に最も精通していた）。

### 芳極国
首都は蒲蘇、王宮は鷹隼宮。王も麒麟も不在。先の王は治世約30年の健仲韃（けんちゅうたつ）、麒麟は峯麟。あまりにも苛烈な法を敷いたため、仲韃統治の最後の年には30万人が処刑され、仲韃の治世全体では人口の1/5にあたる60万に及ぶ民が処罰されるに至り、恵州侯月渓が中心となって余州八州全てが蜂起し、王と王后、麒麟が共に殺害された。
現在は、天の条理と慣習を逸脱したという点で形式上"偽王"でありながら、実際には内外から空白期の正当な国権の継承者（仮王）として認められた月渓が事実上国を治め、荒廃をよく押さえ込んでいると評価されている。ただし供王珠晶によると、蓬山にあるはずの峯果が行方不明（現在蓬山に麒麟は居らず麒麟の卵果も塙果のみ）という情報があり、王不在が長期化する事が危惧されている。
必王（楽俊曰く12代か13代の王）の時代に山客によって仏教が伝えられ、最初に寺が建てられたのがこの国である。そのため死体は荼毘に付し里祠も建物の並びが廟堂風ではなく寺堂風になっている。
これという産物は無く、主要産業は林業と牧畜。いい牛馬を産出するといわれる。冬は豪雪に見舞われるため、寒さ以上に積雪による物流と経済の滞りが民を苦しめる。

### 巧州国
首都は喜州の傲霜、王宮は翠篁宮。現在は王も麒麟も不在。海客は3番目に多く3年に1度ほど流れ着く。
珍しいことが嫌いな先の塙王・錯王は荒民を待遇がいいかのように呼び寄せては劣悪な条件で生活させたり、半獣を雇うと余計に税金が掛かるようにしたなど、半獣や海客・山客や荒民・浮民を徹底的に差別していた。自身の治世に劣等感を持っていた錯王は治世50年を数えた頃、雁に500年の繁栄をもたらした延王と同じ「胎果の王」が隣国の慶に立つことで民に比較されるのを恐れ、塙麟の反対を押し退けて陽子抹殺を試みる暴挙にでる。そのため塙麟が失道の病に罹かり、ついに塙麟共々崩御することになった。
現在は仮朝によって統治されているが、空を覆うほどの妖魔の出現で巧国と黄海の間の巽海門周辺の内海は船の運航が不能なほどの惨状になっており、巧国を脱出する難民も増え続けている。なお蓬山の捨身木には通常は1年未満で麒麟となる塙果が、既に3年以上実ったままになっている（陽子が登極した時に既に塙果が実っており、泰麒捜索時にも塙果のままだった）。

### 舜極国
徇王は女王、麒麟は徇麒。治世は40年程。彰明産の硯が名産で、玉や薬水を産出するらしい。
多くの国が参加した泰麒捜索にも協力しなかったが、その理由は国で内乱が起こったからだとしている。現在の徇王は登極前官吏だったらしい。

## 各国の宝重

### 慶東国
水禺刀（すいぐうとう）
真の所有者である景王のみしか使用不可能な名刀。魔力甚大な妖魔を滅ぼす代わりに封じ、剣と鞘に変えて宝重としている。封じこんだのは達王。
上手く支配できれば刃が輝いて、水鏡を覗く様に未来・過去・遠くの事象でも映し出すが、気を抜けばのべつまくなし幻を見せる為、鞘で封じている。鞘で封じる以前、当初は長い柄の偃月刀（えんげつとう）であり、水鑑刀（すいかんとう）と呼ばれていた。鞘で剣を封じて以来、主が変わる度に形を変え、たとえ斧であっても棍棒であっても、必ずその形に応じて鞘がつく。
鞘は、変じて禺（さる）を現す。禺は人の心の裏を読むが、こちらも気を抜けば、持ち主の心を読んで惑わす為、剣で封じている。
現在は陽子が禺を殺した結果、鞘の方が力を無くしているため、景王でなくとも抜刀はできる。しかし持ち主以外が抜き身の剣を振るっても藁すら切れない。普通の刀剣とは違って立て続けに動物を切っても血糊で切れ味が鈍ることがない。
碧双珠（へきそうじゅ）
ピンポン玉大の、ガラスっぽい光沢の、とろりとした青色の宝玉。怪我や病気を癒す力がある。空腹感を薄れさせることもできる。

### 漣極国
呉剛環蛇（ごごうかんだ）
銀の腕輪。蛇の形をしており、使用時には、蝕を起こさずに十二国と、蓬莱や崑崙に穴を通せる。二形を持たないもの（使令は通せる）や人（仙を含む）は通せないし、一度に大勢も運べないなど制限も多い。泰麒捜索の際に役立った。

### 才州国
華胥華朶（かしょかだ）
宝玉で出来た桃の枝。枕元に差して寝ると花が開き、華胥の夢を見せて理想の国のあるべき姿を悟らせてくれると言われていたが、実際には自身が迷った時や自分の本音が分からなくなった時、その人自身の理想の国を夢で見せてくれる力を持つ。梧王・砥尚の時に、枝が折れて欠けた状態になった。

### 範西国
蠱蛻衫（こせいさん）
薄い紗のような衣。纏った人の姿が、それを見る人にとって好ましいように見える衣。
鴻溶鏡（こうようきょう）
映った者を裂いて増やすことが出来る鏡。遁甲できる生き物に限り、理屈上は無限に裂くことが可能。ただし、裂いた分だけ、能力も弱まる。

### 巧州国
腕輪
塙麟がつけている腕輪。アニメ内では景麒の角に呪をかけ、霊力を封じるために使った。

## 用語
失道（しつどう）
王が道を踏み外す（天意に背く）と麒麟がかかる病気。一度かかると滅多に治ることはなく、王が死ぬか道を正せば治るが、あまり例はない。病に臥してから死ぬまでは数ヶ月から1年の時間がかかり、麒麟が死ねばさらに数ヶ月から1年ほどで王も斃れる。
旌券（せいけん・りょけん）
戸籍のある土地を離れた人間の身分を証明する小さな木片。所属する里の府第から貰う。十二国世界で唯一、所持者の戸籍や身元を証明してくれる身分証明書である。表には本人の姓名が記される。裏には発行した役所の名称と共に時に身元保証人の名前を書く。正式に旌券を発行するときは旌券を戸籍の上に重ねて小刀で3つの傷を付けておき、必要な場合には本物かどうか照合する。十二国世界では、隣町まで出かけただけでも戸籍と違う行政区分へ行くと身分保護を受けられないため、お使いをする年頃になると皆が旌券を所持している。所属する里を出てから7年経つと客死したものとみなされ旌券を没収される。但し、本人が正規の旌券を持ってどこかの府城に駆け込めば元に戻してくれる可能性がある。旌券を失う事は戸籍を失うのと同じ意味を持つ。
浮民（ふみん）
本来所属する里を離れた者のこと、もしくは旌券を持たずに旅をしている者のこと。広義では荒民を含む。また、旌券を紛失した際に役所から発行される仮の旌券（朱線が入るため『朱旌』と呼ばれる）の発行を受けてそのまま旅をしながら生活する者を朱旌（しゅせい）あるいは朱民（しゅみん）と呼び、最低限の寝食を保証されるかわりに給金を得られない形（事実上の奴隷）で他人に雇用された者を家生（かせい）と呼ぶ。朱旌の徒弟や家生となった者は役所へ保護を求められぬよう本来の旌券を割らされるため、これらの浮民を割旌（かっせい）と呼ぶこともある。
朱旌は旅芸人を意味する事もある。旅芸人のほとんどが朱旌と割旌であるためである。朱旌は春から秋に掛けては街を巡業し、冬は常小屋を借りて落ち着く事が多い。芳では先の峯王である仲韃が農閑期以外の朱旌の興行を禁じた為、禁令が解かれた現在でも雪深い冬の芳の里では貴重な娯楽であるため危険を冒して冬季の巡業を行う朱旌が少ないながら残っている。朱旌の演目には雑劇、上索（軽業）、そして歴史や他国の国情を基にした小説（芝居）があり、特に小説は市井の民が外国の事を知る貴重な情報源となっている。
荒民（なんみん）
戦乱や災害などのために住んでいたところを逃げ出してきた者のこと。難民とほぼ同義。
黄民（こうみん）
「黄海の民」という意味での朱民（朱旌）の別称。また古くは旅券を黄色く塗っていたからだとも言う。黄朱の民、黄朱とも呼ばれる。黄朱は命を無駄にしない。未来と可能性をより多く持った方が生き延びる、という考えを持っている。
朱氏（しゅし）
黄海で騎獣を狩る朱民のこと。朱民の筆頭という意味。昇山者を護衛する剛氏と違い、誰に雇われている訳でもなく黄海で生活していることから。妖獣より仲間の屍を持ち帰る事のほうが多いことから、猟尸師（りょうしし）という蔑称もある。狗尾という蔑称もある。また四令門近くの街で狩をする（他人の騎獣を盗む）悪質な者もいる。また、猟木氏も人に雇われなくても仕事をするためこう呼ばれる。
架戟（かげき）
冬器商のこと。入り口に官許の証の札と戟が立て掛けてあることから。妖魔妖獣を縛める綱や鎖もここでしか買えない。冬器の値段は普通の武器の約10倍の値段。
界身（かいしん）
銀行のような役割を果たす組織。「座」と呼ばれる強力な組織で繋がっており、烙款（らっかん）と呼ばれる焼き印があれば、他国であっても、同じ座に参加している界身で金銭を受領できる。
仮王（かおう）
王と麒麟の同時に欠けた国において、天綱と慣習の定めるところに従い空白期の国権を握った人物。天綱や慣習の詳細は上の官位の部分にある。これにそむいた場合、偽王となるが、実際には月渓のように形式上偽王であっても、民や官吏の信任がある場合、仮王と呼ばれる。
偽王（ぎおう）
王の欠けた国において、天綱と慣習の定める正当な則を破って空白期の国権を握った人物。多くは反乱の首長であるが、阿選のように則の隙間をかいくぐって国権を握る場合もある。実際には、王が非道でそれを倒し国権を握った者、先に偽王が立っておりそれを討伐して国権を握った者などは、形式上偽王であっても、民と官吏の支持があるため"仮王"と呼ばれる。